# Arte romano en Hispania

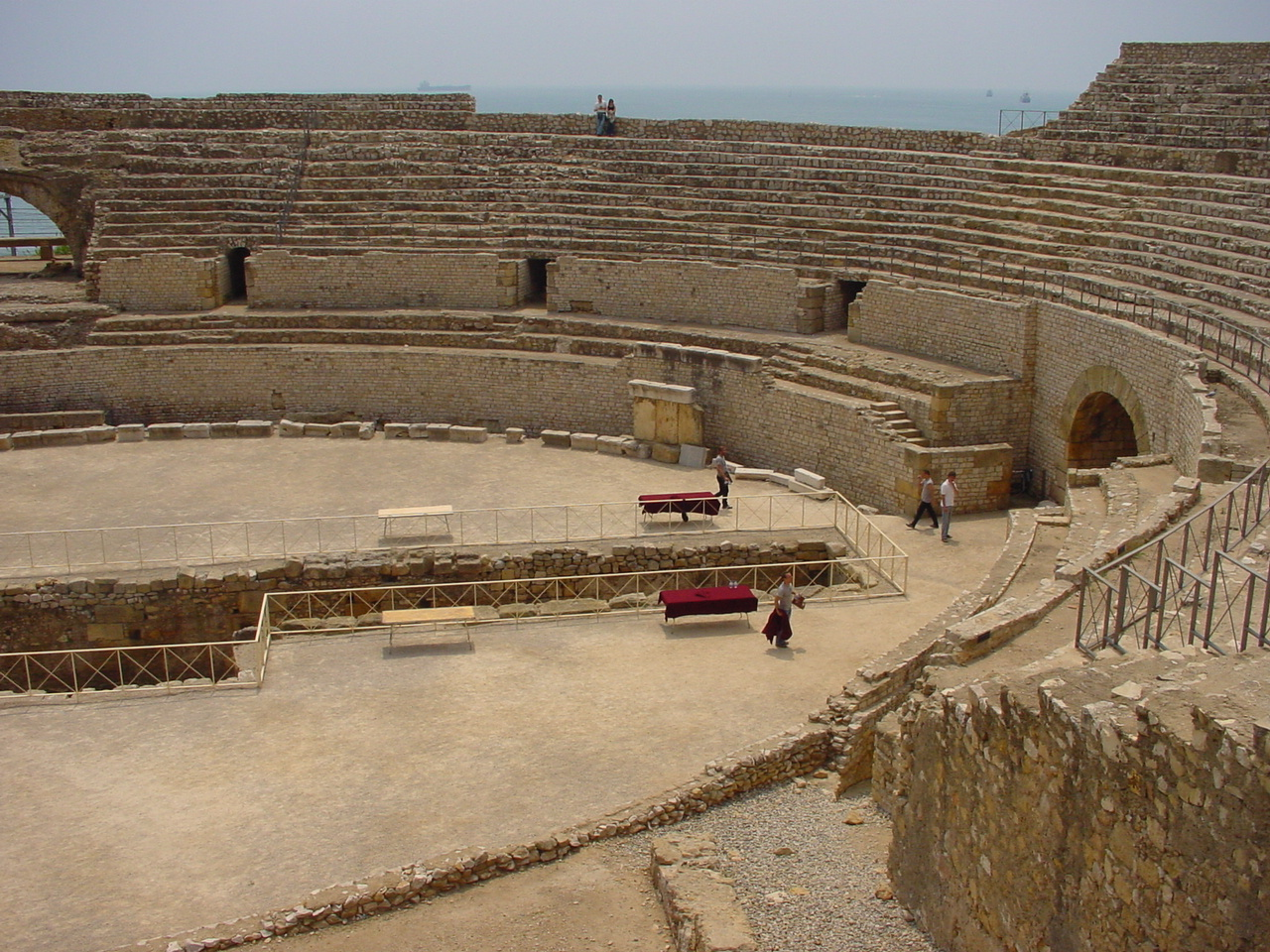
Anfiteatro de Tarraco.

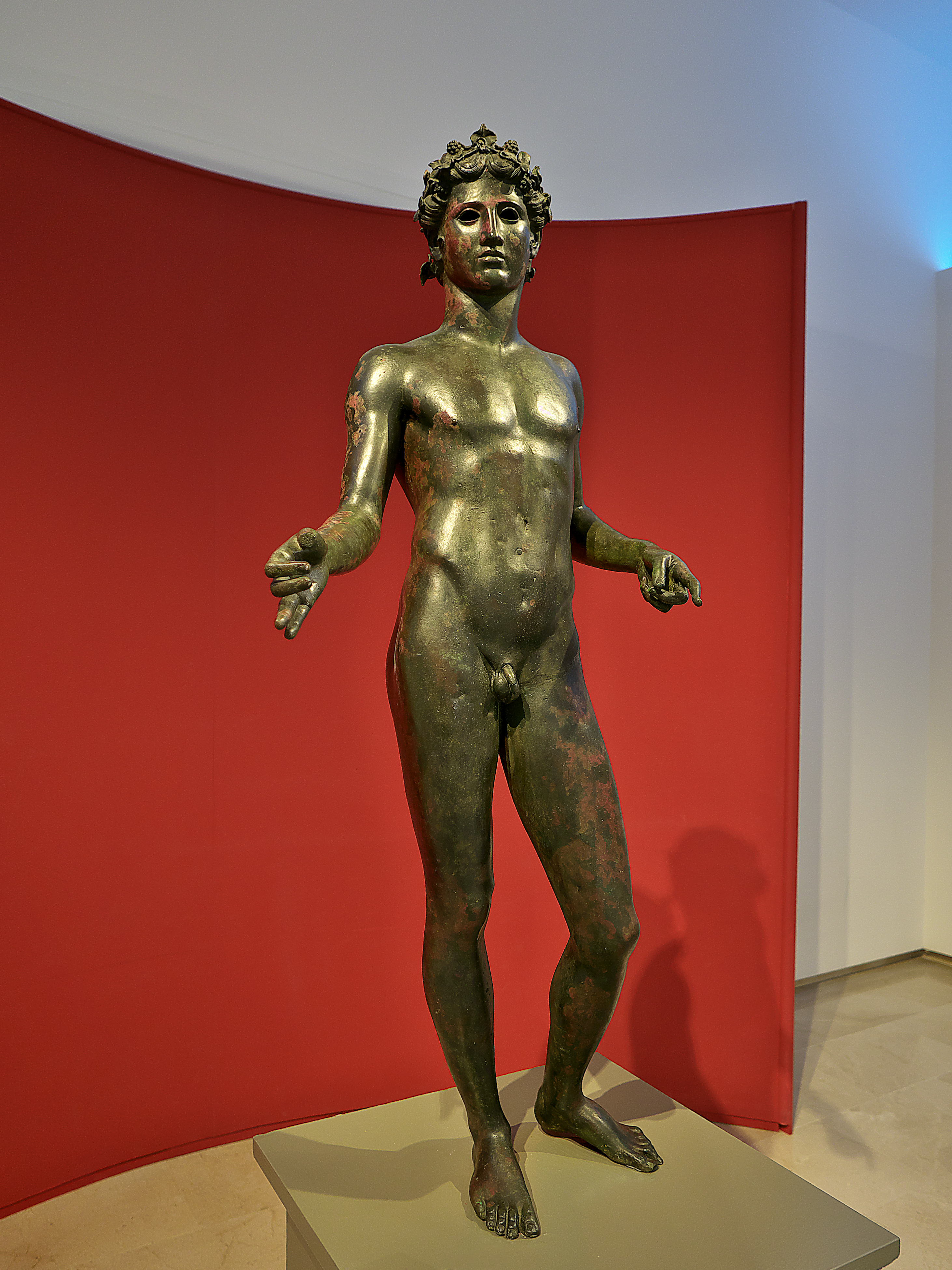
Réplica del Efebo de Antequera.

Se conoce como arte romano de Hispania a todas aquellas manifestaciones artísticas correspondientes al periodo de dominio romano sobre la península ibérica. Conjuntamente con su economía, su política y su religión, Roma exportó a toda Europa y también parte de Asia y África sus modelos artísticos, provocando una estandarización de la estética en docenas de países que llega hasta hoy, en un legado amplísimo; un legado que también dejó su impronta en las corrientes que tras la caída del Imperio romano de Occidente estarían llamadas a sustituir al arte romano. Así, se pueden observar numerosas influencias del arte romano en el arte románico o renacentista, corrientes artísticas que, a su vez, tuvieron una fuerte influencia sobre los usos estéticos actuales.
En el estudio del arte romano se puede diferenciar la pintura, la escultura, el mosaico y de una forma más general, los elementos artísticos contenidos en la arquitectura que exceden de su carácter meramente funcional.

## Pintura

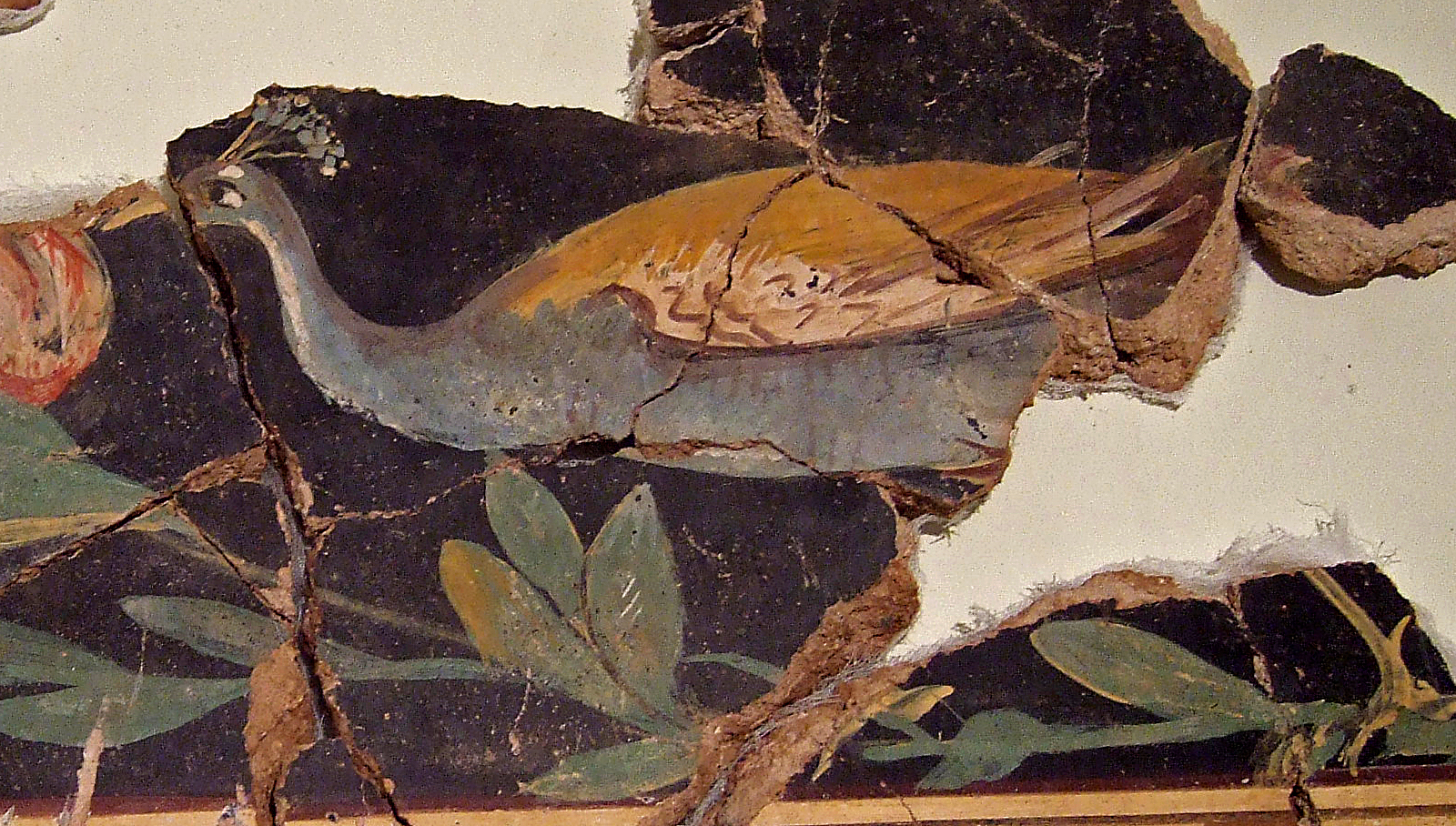
Fresco del Friso del Pavo Real del en una casa de Bílbilis (Calatayud).

La pintura romana, al igual que otras manifestaciones artísticas, tiene su origen en la mezcla entre la tradición etrusca y la influencia de pintores griegos de la escuela de Apeles. Si los etruscos usaban la pintura como una forma de evocación mágica en las construcciones funerarias, los romanos harían de este arte una expresión pública para retratar hechos o personajes relevantes de la época. También, y con base en la cantidad de pinturas murales encontradas en las ciudades de Pompeya y Herculano, enterradas en ceniza volcánica durante más de dieciocho siglos, así como en los zócalos enterrados de la mayor parte de los conjuntos arqueológicos romanos, se comprueba que la decoración pictórica era no solo frecuente, sino tema común en la vida cotidiana romana.
La pintura es, de todos las expresiones del arte, la más sensible al paso del tiempo, por lo que los restos de la misma son muy escasos. En Italia se cuenta con las tumbas etruscas y con los restos de las ciudades de Pompeya y Herculano, donde al encontrarse protegidas de la luz del sol, la policromía de los frescos ha logrado sobrevivir al paso del tiempo.
Según Vitrubio, la pintura romana experimentó varias fases de desarrollo, desde la decoración de las paredes con texturas que asemejaran mármoles o columnas (estilo de las incrustaciones), pasando por la recreación de escenas teatrales, paisajísticas, religiosas o épicas (estilo arquitectónico), hasta la recreación de criaturas monstruosas u objetos imposibles de la primera época imperial (estilo ornamental). Posteriormente a Vitrubio, avanzado el siglo I, se puso de moda un nuevo estilo más abstracto (estilo ilusionista).
Existen muestras del primer estilo pictórico romano, así como de pinturas pertenecientes a los siglos I, II y IV en los conjuntos arqueológicos de las primeras ciudades romanas de Hispania, como Itálica, Mérida, Tarragona o Astorga, así como en Almedinilla, la Alcudia, Alcolea del Río, Osuna, Carmona, etcétera. La influencia italiana se deja sentir en el este y sur peninsular. A partir del siglo III, las corrientes artísticas procedentes del norte de África se extienden por el oeste peninsular a través de la Vía de la Plata.
Entre las decoraciones más frecuentes, se pueden enumerar las siguientes:
- Imitación de mármoles: muy frecuente en todos los yacimientos, donde se imitan placas de mármol liso o veteado, con una amplia gama cromática y gran extensión en el tiempo, desde el siglo I hasta el IV. Menos frecuente es la imitación de crustae, consistente en la imitación de mármol recortado y formando figuras.
- Decoración en relación continua: en esta decoración, el motivo geométrico se repite y se encadena. Muestra de este estilo es la Tumba de Servilia, en Carmona. Es un estilo utilizado con asiduidad en el mosaico, pero no así en la pintura. La datación fecha estas decoraciones alrededor de los siglos III y IV.
- Candelabros: consiste en representaciones de objetos, ya sean metálicos, motivos florales o animales. La mejor muestra de este estilo se encuentra en la Casa del Mitreo, en Mérida. Este estilo pertenece principalmente a la segunda mitad del siglo I.

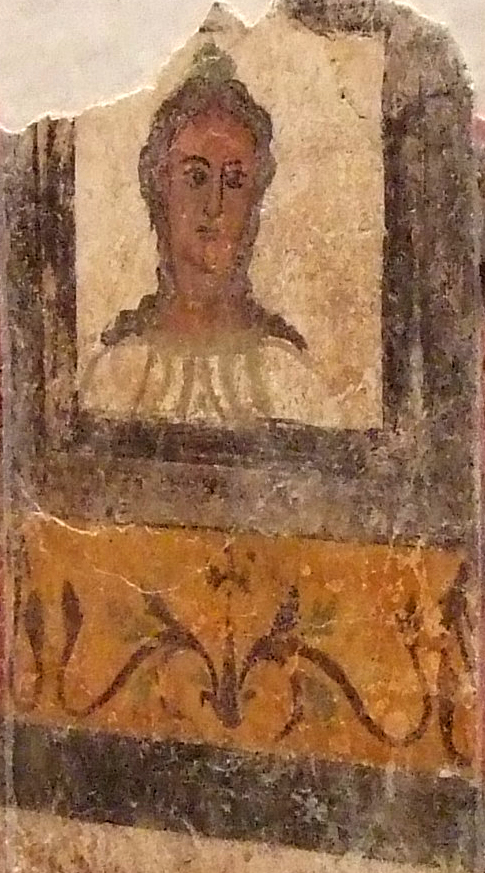
Pintura mural representando a una musa de época de Adriano (117-138), encontrada en Caesaraugusta (actual Zaragoza).

- Decoración figurada: consiste en la pintura de pequeños cuadros en el centro de las paredes con representaciones humanas en escenas mitológicas, religiosas o sexuales (frecuentemente muy explícitas). También con menor frecuencia se encuentran grandes frisos decorados con escenas de caza o carreras. El estilo se extiende durante casi todo el periodo de influencia romana en Hispania, aunque son más abundantes entre los siglos I al IV.
- Animales, vegetales: aunque se pueden encontrar en necrópolis como la de Carmona enmarcados en motivos religiosos, los animales se usan con frecuencia como simple objeto pictórico decorativo, en ocasiones dentro de esquemas de relación continua (rellenando el interior de figuras geométricas) y en candelabros, con pájaros revoloteando entre los motivos florales. También los motivos vegetales se usan con abundancia tanto en la pintura funeraria como en la decoración doméstica.
- Decoración arquitectónica: imitación de columnas o pilares, usados además como división en las paredes. También se imitan capiteles y basamentos. En Pompeya se hallan pinturas que imitan paisajes arquitectónicos, como galerías de columnas, aunque no se ha documentado este estilo en la península ibérica.

La pintura romana se solía pintar sobre estucos y les caracteriza su grosor y que son muy resistentes. Sobre el estuco se pinta siempre según uno de estos tres procedimientos:
- Al fresco.
- Al temple.
- Al encausto.

### Tipos de decoración pictórica
Época Republicana
Se da en el s. I a. C. y es bastante sencillo. Se decoran las paredes imitando revestimientos de mármoles jaspeados o veteados de diferentes colores que recubren de colores vivos los zócalos de las habitaciones. Un ejemplo de este tipo de decoración se encuentra en Azaila (Teruel) que es uno de los primeros asentamientos romanos. Se caracteriza por el revestimiento de mármoles recortados en formas geométricas, que recibe el nombre de Crustae. Aparece en casas, templos, etc.
Estilo II (Casa de Hércules)
En Celsa han aparecido restos de paredes pintadas con estilo II. Este estilo se caracteriza por una mayor complejidad. Se les da un aspecto teatral y profundidad perspectiva. En el interior se desarrollan escenas de todo tipo: paisajes, dioses... 
En Roma se da en torno al año 100 a. C. aquí llega más tarde entre el 50 y el 40 a. C. En estos casos se piensa que pudo haber incluso talleres itinerantes.
Estilo III
Se encuentra en Ampurias y se da desde finales del siglo I a. C. hasta la primera mitad del siglo I d. C. Abarca el cambio de era. Se sigue dividiendo los muros con estructuras arquitectónicas, es más sencillo porque el zócalo es prácticamente liso, en el interior de algunos muros se representan escenas figuradas, otras lisas.
Los zócalos lisos, desde el punto de vista técnico, son más refinados. Se utilizaba una técnica llamada salpicado, que consistía en rociar pintura líquida a la pared. Quedaba una estructura de granito. En muchos casos sucede que la zona media de la pared se independiza del zócalo.
Estilo IV
Es similar al anterior, pero tiene mayor autonomía. Es de la segunda mitad del siglo I d. C. Los mejores ejemplos están en la Domus Aurea de Nerón.
En los siglos posteriores se seguirá pintando, sobre todo utilizando los estilos II y III. También aparece pintura en Mérida: las pinturas de la llamada casa-basílica construida sobre los pórticos de acceso del teatro de Mérida.

## Escultura

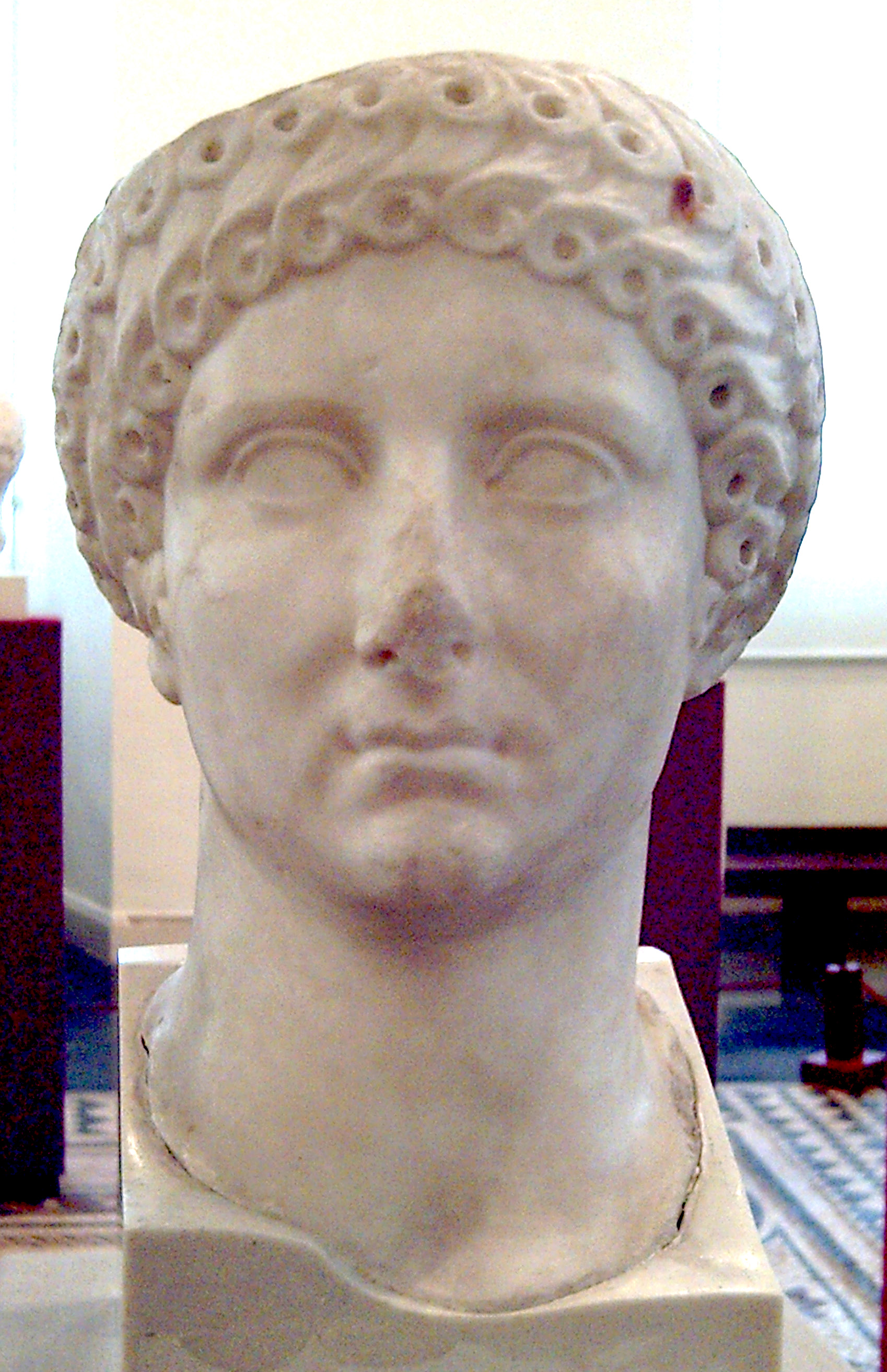
Retrato en mármol de Agripina la Mayor, Museo Arqueológico Nacional de Madrid.

La tradición escultórica romana procede directamente de la cultura griega, aunque adaptada a la estructura política y social de la antigua Roma. Las clases dominantes romanas utilizaron la escultura como una manifestación de su elevada posición social no solo en el ámbito privado, adornando sus villas, sino también en el público, donde la escultura se usó a modo de promoción política. Como parte integrante del mundo romano, Hispania no quedó al margen de esta corriente artística.

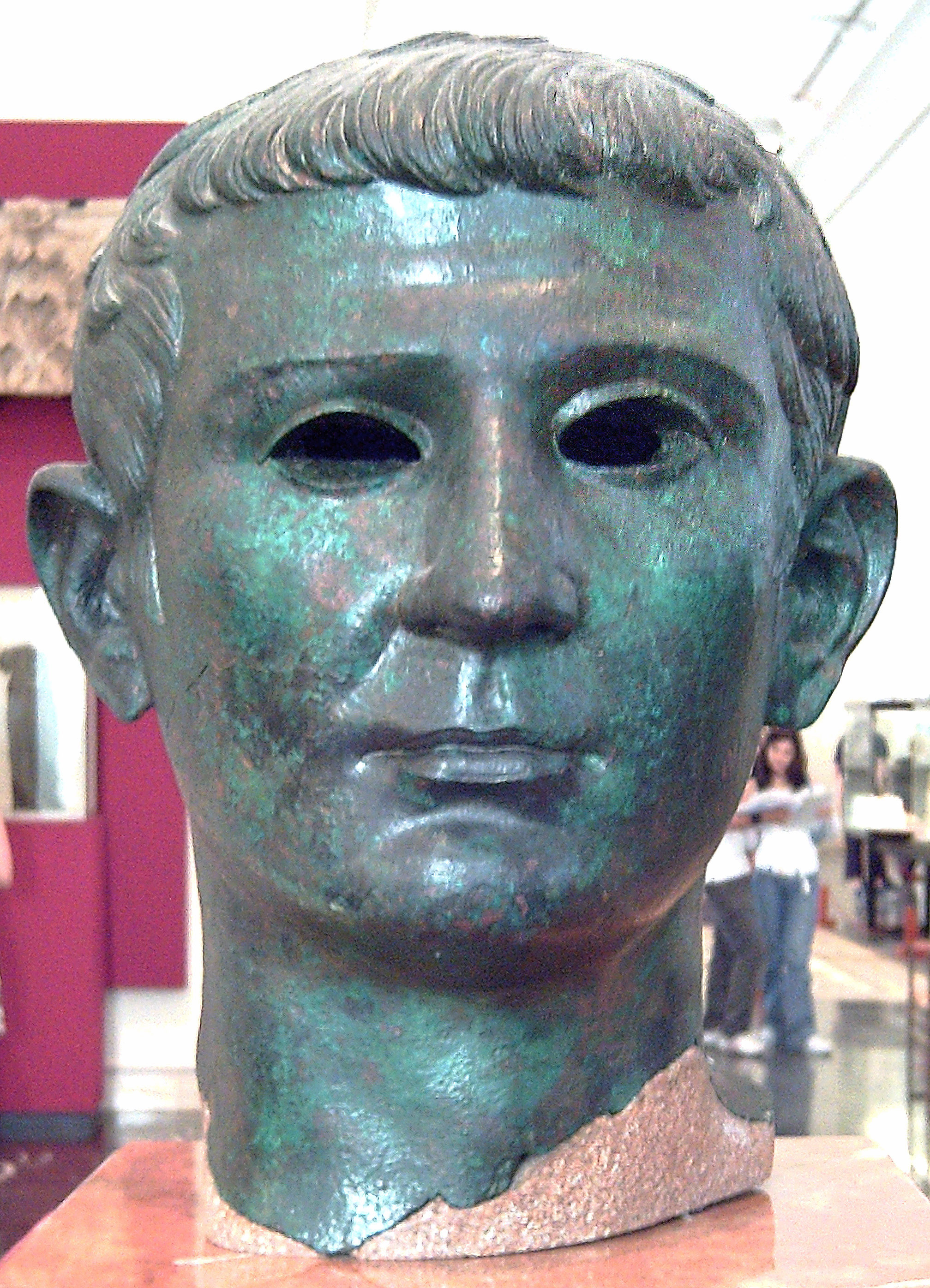
Retrato en bronce del emperador Tiberio.

La escultura romana se basa en dos materiales: el mármol y el bronce. Con el paso de los siglos, pocas son las esculturas en bronce que han sobrevivido, debido principalmente a la reutilización de este material o a la corrosión provocada por el tiempo y la intemperie.
La escultura romana centra su atención de forma preferente en el busto del personaje retratado, así como en las manos y antebrazos, de forma que el resto del cuerpo se construye y adquiere frecuentemente por separado, siendo cabeza y brazos intercambiables. A lo largo del tiempo, esta tendencia evoluciona para pasar a modelos de medio cuerpo, ya en el siglo II. La acentuación de los detalles del rostro delata la influencia etrusca de la escultura romana, y el uso como figura votiva que busca reflejar con la mayor fidelidad posible las características de un difunto o antepasado.
En el ámbito público, la escultura desempeña un papel fundamental en la ornamentación de los edificios públicos, mostrando al pueblo las imágenes de los gobernantes y, durante la época imperial, ensalzando la figura del emperador. Buena muestra de esta profusión de esculturas públicas es la que se da en los teatros, foros, termas, etc.

## Mosaico

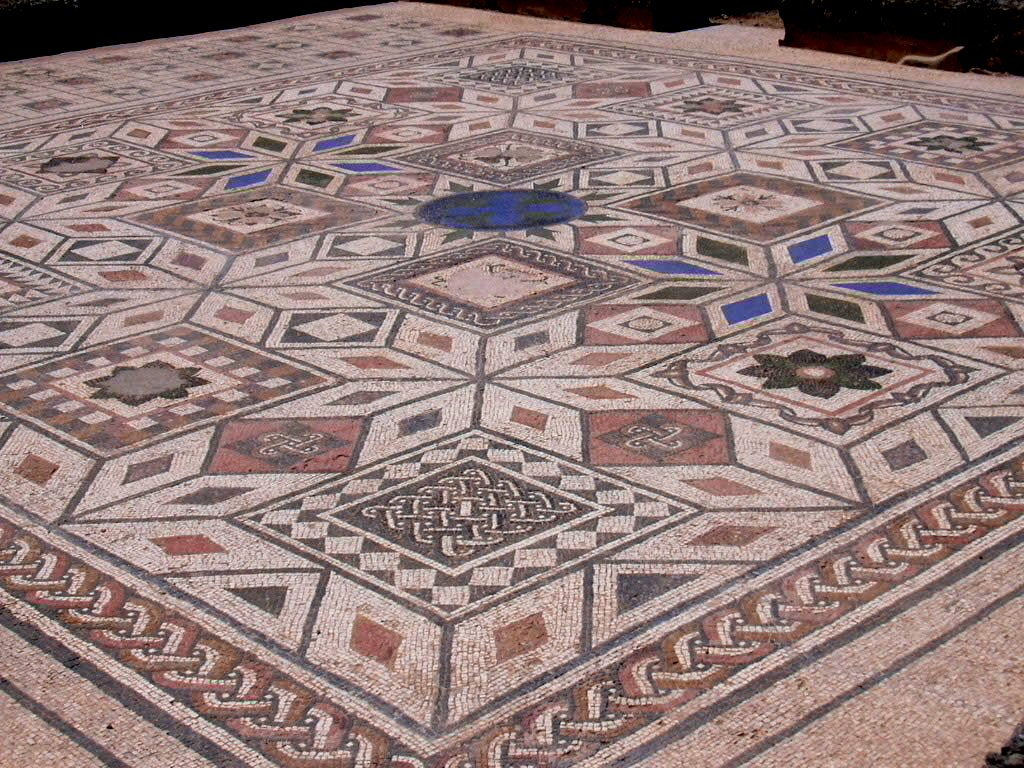
Mosaico perteneciente al conjunto arqueológico de Clunia.

El mosaico se utilizó en abundancia con el fin de pavimentar los suelos de las casas romanas, en especial de aquellas casas pertenecientes a las más importantes familias de cada ciudad. Por esta gran profusión de mosaicos, y por las características de los materiales empleados, principalmente vidrio, cerámica y piedra (conocidos genéricamente como teselas), los restos arqueológicos de esta variedad artística son muy abundantes, y algunos se encuentran en un excelente estado de conservación. En este apartado se resumirán las más importantes corrientes artísticas en cuando al mosaico en Hispania y se describirán las obras más representativas de este arte.

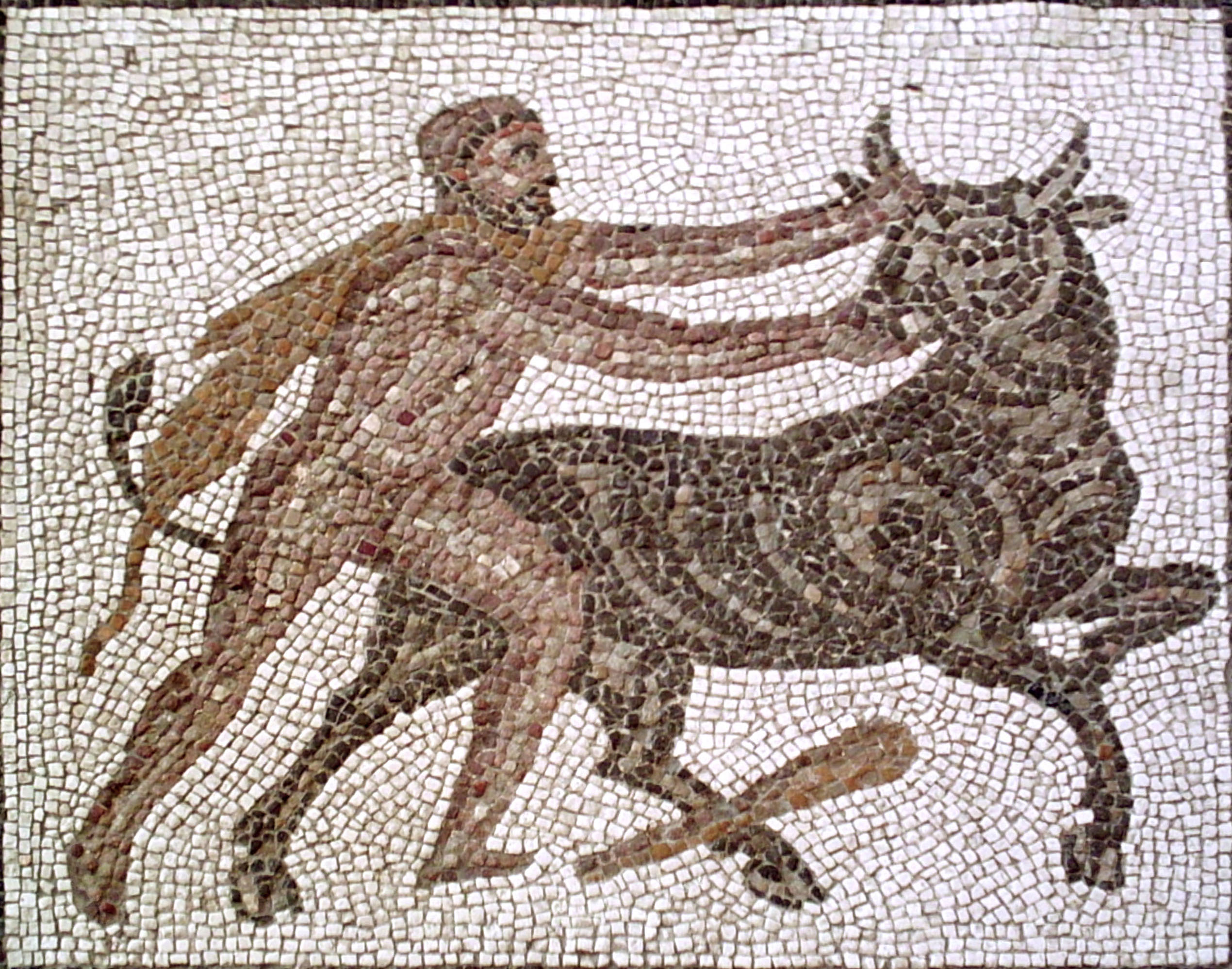
Mosaico sobre los trabajos de Hércules.

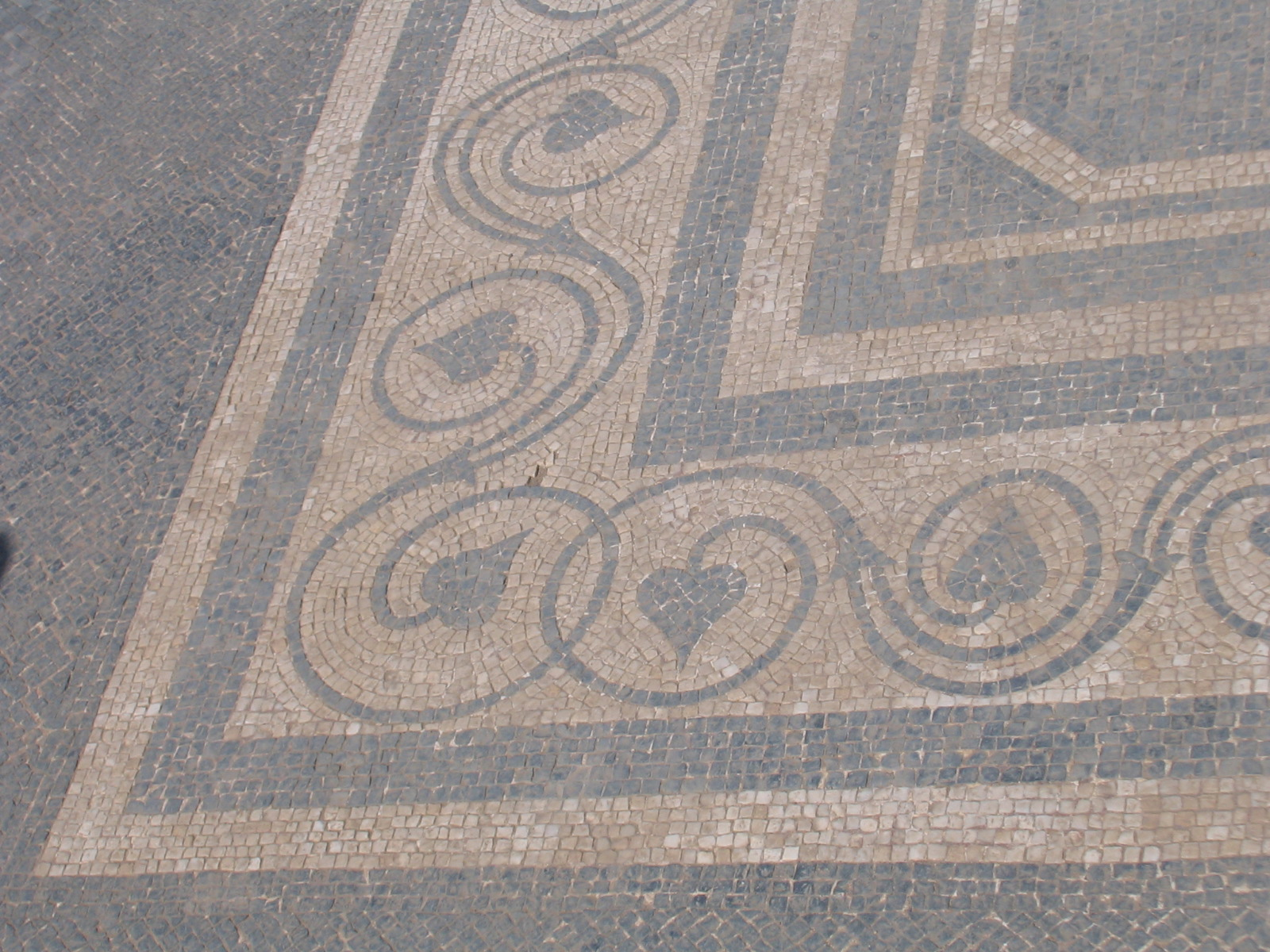
Mosaico opus tessellatum en Ampurias.

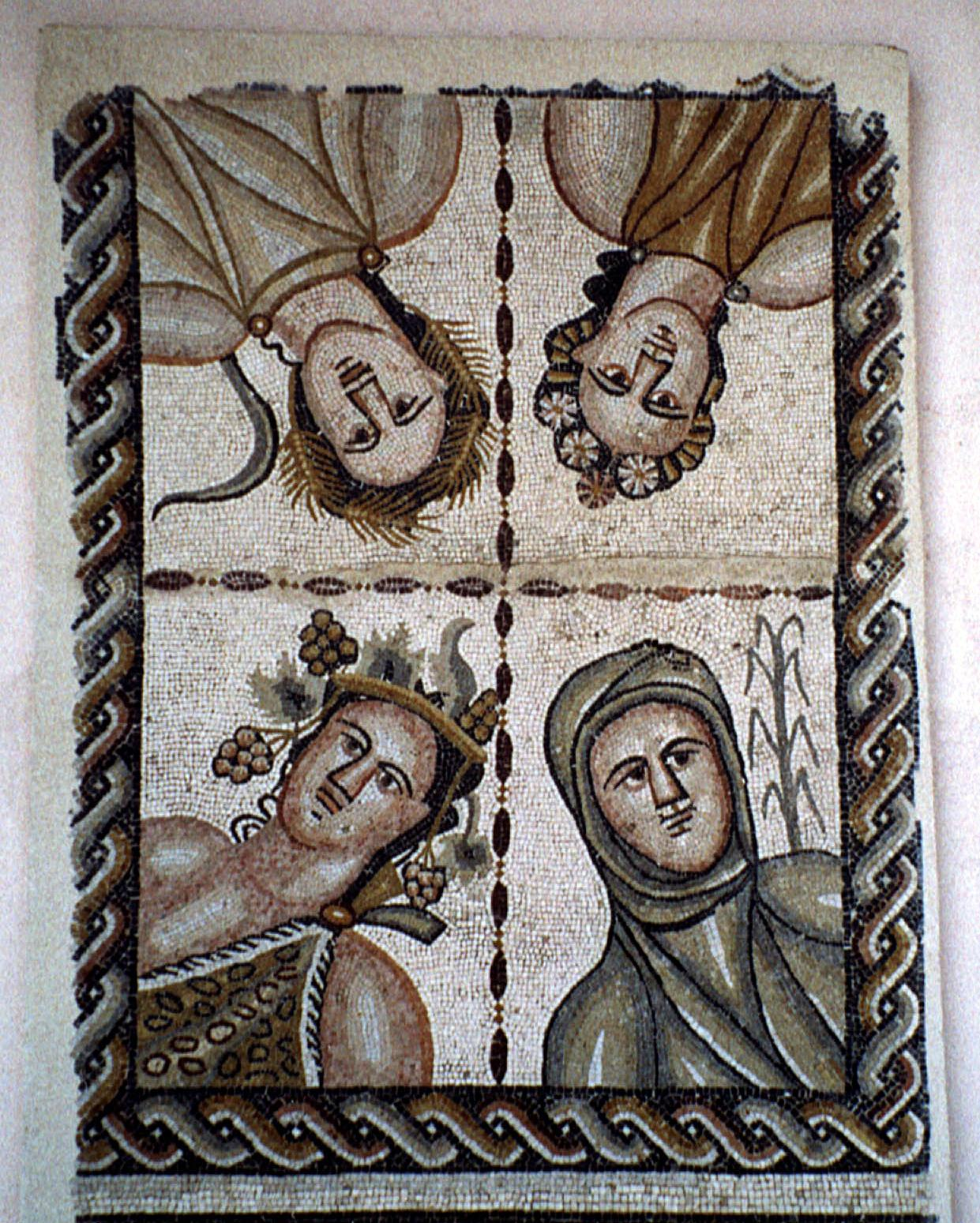
Mosaico representando las cuatro estaciones.

El mosaico romano se aplicaba al suelo fundamentalmente. El más célebre de los mosaicos hallados en Ampurias es el Sacrificio de Ifigenia. 
Los más empleados en la Hispania romana eran los dos primeros. Uno de los temas más frecuentes es el de los ciclos Báquicos, que representa el cortejo de Baco. Al cortejo se le llama tíaso. En estos los que destaca es el movimiento y el colorido. El otro tema más frecuente es el de Orfeo, donde aparece Orfeo el encantador de animales, rodeado de fauna. Esto da lugar a mosaicos paisajísticos y animalísticos. También aparecen representaciones de Neptuno junto a tritones, caballos de mar, etc. También escenas de cacería (venationes). Se también frecuentes la personificación de estaciones, los espectáculos circenses, temas homéricos (la Ilíada y la Odisea) y escenas de la metamorfosis de Ovidio (Nacimiento de Venus, etc). El mosaico se puede documentar en varios tipos de mosaicos.

### Opus signinum
Se aplica a pisos de argamasa, al que se le daba un tono rojizo, en los que se incrustan piedrecillas o una serie de teselas de mármol blanco pero no de modo continuo y tupido, sino salpicado o en hileras, dibujando motivos geométricos o florales. Su apogeo corresponde al último siglo de la República, pero el género perdura hasta el siglo d. C. Ampurias conserva varios ejemplares. El tema predilecto de la decoración era los grandes rosetones de rombos o de otros motivos. En algunos casos se puede incluir alguna figura que podía ser un animal.

### Opus sectile
Son los fragmentos de mármoles de colores que se aplicaba sobre el suelo. Esto permitía trabajar más rápido. La moda del mármol blanco y negro no llegó a las provincias.

### Opus tessellatum
El Opus tessellatum era el nombre genérico de mosaico. Consistía en mosaicos de cubos o dados de 1 cm de lado por término medio, empleados en los fondos y motivos ornamentales no figurados.

### Opus vermiculatum
Eran teselas mucho más pequeñas, de 1 a 5 milímetros de lado, que permitían componer o copiar un cuadro imitando las huellas de las pinceladas. Era el más refinado y se aplicaba a estancias pequeñas o a la parte más importante del mosaico. La forma de hacerlo era diferente, se componían en el taller y luego se pegaban en el suelo. Reciben el nombre de emblemata (medallones).

## Arquitectura

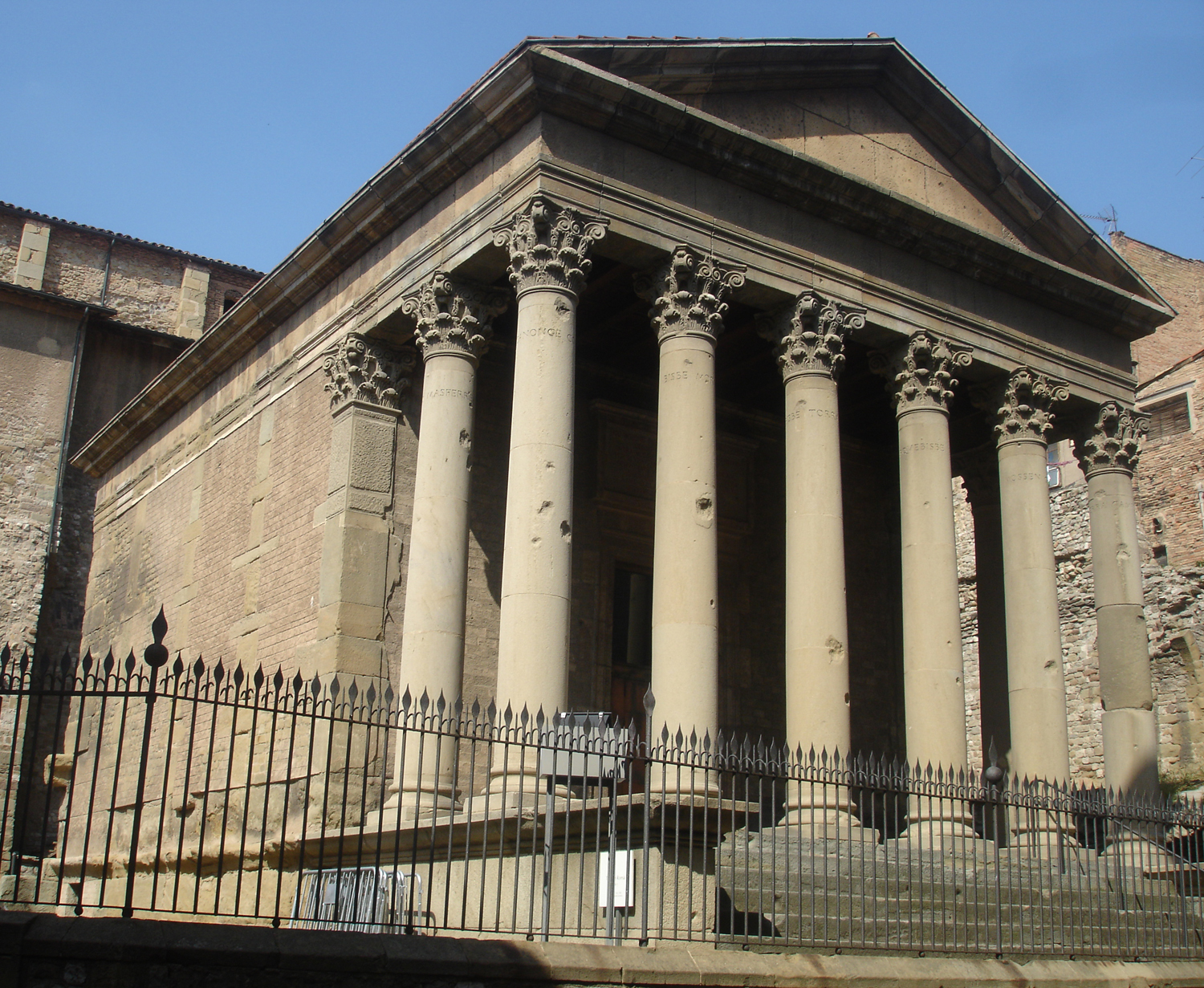
Templo romano de Vich. Reconstruido en parte a partir de los restos encontrados dentro el castillo de los Montcada.

Fue dentro del campo del arte romano, la más importante y muestra la influencia etrusca en el empleo del arco y la bóveda; y griega, en la adopción de las líneas rectas y de las columnas. Se caracteriza por su monumentalidad y por ser de utilidad pública; además, se manifestó en todas las regiones del Imperio.
Las principales construcciones romanas fueron los foros, los templos, las basílicas, los teatros, los anfiteatros, las termas, los circos, los arcos de triunfo, los acueductos y puentes.
Los foros, como las ágoras griegas, eran plazas públicas rodeadas por los principales edificios de la ciudad. Servían de lugar de reunión, asamblea política y mercado.
Los templos, parte importantísima del arte romano, eran generalmente de planta rectangular y líneas rectas, como los templos griegos, pero se empleó también la forma circular y la bóveda de origen etrusco. El templo más conocido es el Panteón, en Roma, que posee una rotonda y una cúpula de 43 metros de altura.
Los teatros siguieron los modelos griegos descubiertos y solían tener capacidad para 4 mil espectadores.
Los anfiteatros, construcciones genuinamente del arte romano, eran de forma ovales parecidos a las actuales plazas de toros. El más famoso es el Coliseo, en Roma, con capacidad para 80 mil espectadores, destinado a luchas de fieras, combates de gladiadores y simulacros de combates navales, ya que su pista podía inundarse.
Los circos estaban dedicados a carreras de carros. Su forma era rectangular con los extremos curvos. El circo Máximo de Roma tenía 600 m de largo y capacidad para más de 200 mil personas.
Los arcos de triunfo se construían en honor de emperadores o generales victoriosos. Poseían una o tres puertas adornadas con columnas y relieves alusivos al hecho que conmemoraban.
Los acueductos, una más de las obras monumentales del arte romano, eran largas cañerías que llevaban el agua desde ríos o lagos hasta las zonas pobladas. Podían hacerse de plomo pero eran generalmente de piedra. Muchas veces debían tenderse sobre arcos o puentes y tenían varios kilómetros de extensión. Roma contaba con once acueductos.

### Los puentes

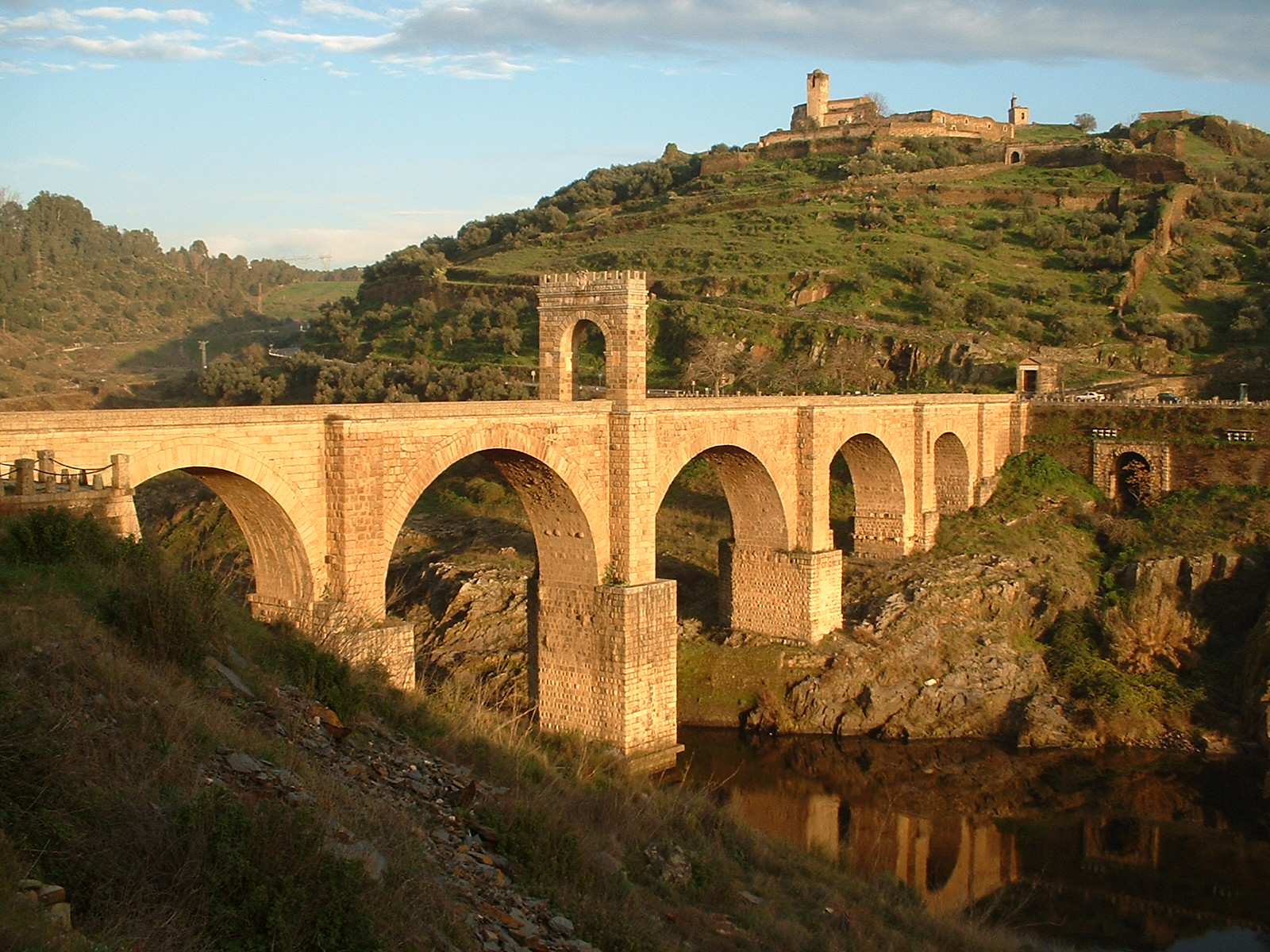
Puente de Alcántara.

Los puentes, junto a las calzadas y vías romanas, agilizaban el intercambio de productos entre los territorios provinciales y la metrópolis y eran verdaderamente importantes para las vías romanas. Los puentes romanos alcanzaron un nivel muy alto de desarrollo y su construcción tenía la intención de perpetuarse en el tiempo. Tenían que emplear exclusivamente el arco de medio punto y en mantener la horizontalidad de la calzada y estar construidos de sillería con almohadillado. El puente de Alcántara es un ejemplo de estos puentes romanos, el arco de triunfo se dedicó a Trajano, aunque ha sido remodelado varias veces debido a los daños ocasionados por su situación fronteriza entre España y Portugal.

### Los acueductos

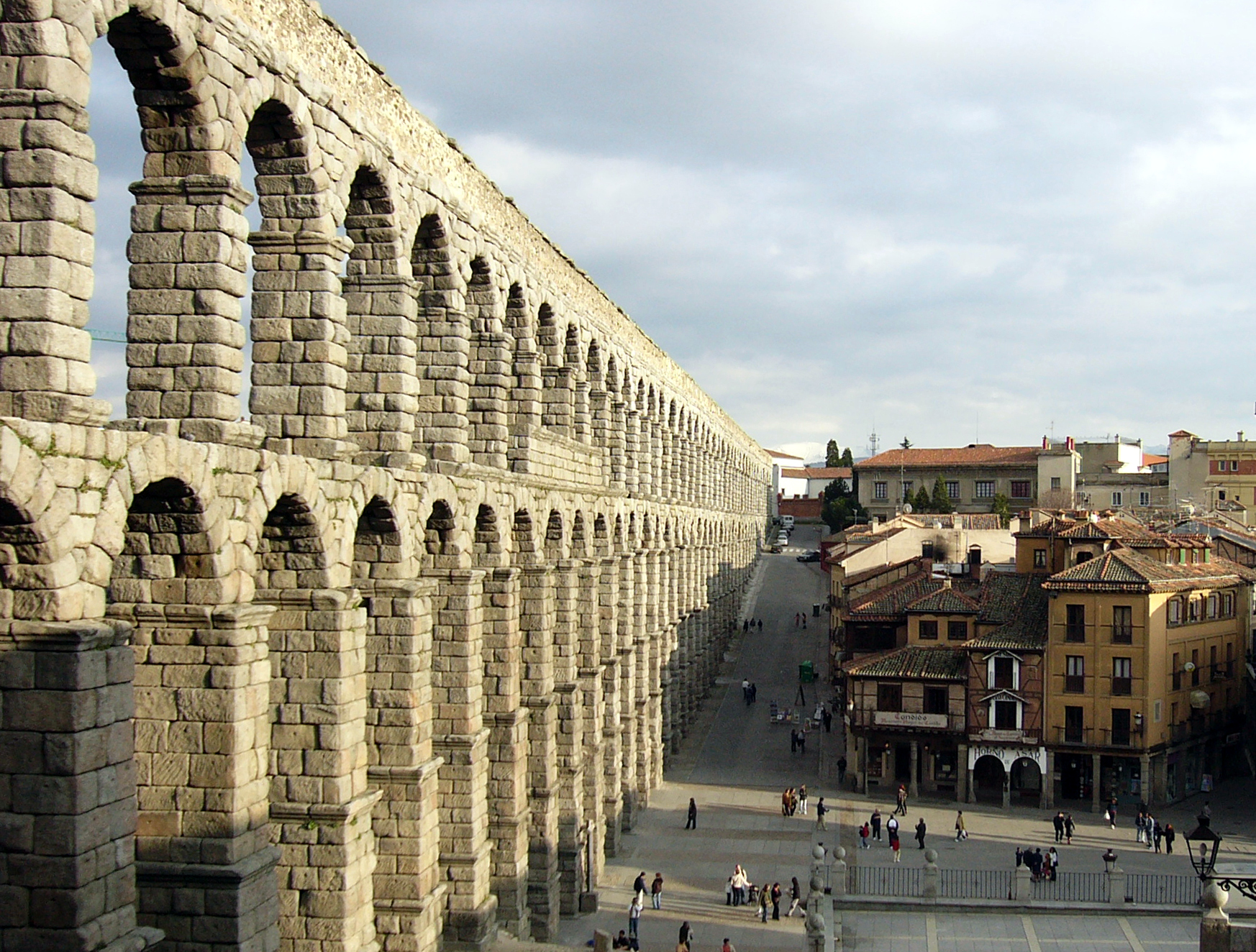
Acueducto de Segovia.

Los acueductos tenían como fin el abastecimiento de agua a las ciudades romanas durantes todo el tiempo, para alimentar las fuentes, las termas y para que en las cloacas fluyera el agua que sobrara para mantener el saneamiento de la ciudad. Por lo que el acueducto no solo era el puente que traía el agua sino toda la conducción desde el manantial hasta las cloacas. Incluso a veces lo hacía bajo tierra sin la utilización de muros o arquerías (opus arcuatum). El primer elemento que los romanos edificaban como arranque del acueducto solía ser un depósito con el correspondiente dique y sus contrafuertes. En la parte occidental del Imperio romano incluida Hispania los opus arcuatum u otros specus (elemento destinado a sostener la acequia), eran utilizados para hacer propaganda del buen hacer del gobernante.
- Acueducto Caños de Carmona en Sevilla.
- Acueducto de los Milagros en Mérida ( provincia de Badajoz ).
- Acueducto de Peña Cortada a las afueras de Chelva ( provincia de Valencia ).
- Acueducto de Segovia en dicha ciudad.
- Acueducto Les Ferreres o Puente del Diablo a las afueras de Tarragona.

### La ciudad romana y urbanística

Plano actual de Zaragoza sobre el que pueden verse los hitos más significativos del urbanismo de Caesaraugusta, como el trazado del decumanus maximus (1) y el cardus maximus (2).

Los romanos irán formando sus urbes junto a las colonias griegas y otras ciudades ya formadas (Com Dipolis). En ocasiones también formarán nuevas urbes (Nova Urbs) que seguían patrones regulares. La ciudad debía ser rigurosamente ortogonal. Dentro del perímetro rectangular el área de la ciudad se divide en cuatro partes por dos calles principales: el cardo maximus, orientado de norte a sur y el decumanus maximus, trazado de este a oeste. En la intersección de ambas partes se abre una plaza; el foro y a sus extremos hay cuatro puertas principales. Las demás calles se encontraban paralelas a estas calles principales formando manzanas (areae) de casas cuadradas y rectangulares. La ciudad quedaba rodeada por una muralla y en el exterior se dejaba una franja "sagrada" (pomerium) sin permitir la edificación. La explicación material de no edificar en el pomerium era la de no facilitar el asedio al ejército invasor con edificaciones pegadas a la muralla, que podrían permitir la escala del muro o la guarnición de tropas en estos edicicios cercanos a la muralla para estar a salvo de los arqueros de la ciudad.
En el interior estaba el foro, en torno a este se encontraba la basílica, donde se reunían las altas magistraturas. Los edificios lúdicos solían estar fuera de las murallas, tales como los teatros, anfiteatros, circos, etc.
Tenían alcantarillado y demás servicios públicos, que garantizaba el Estado. Se convertía así en un organismo perfecto que servía a todas las unidades. Hay textos que hablan de cómo los indígenas se asombraban al ver estas ciudades romanas.

### Los faros

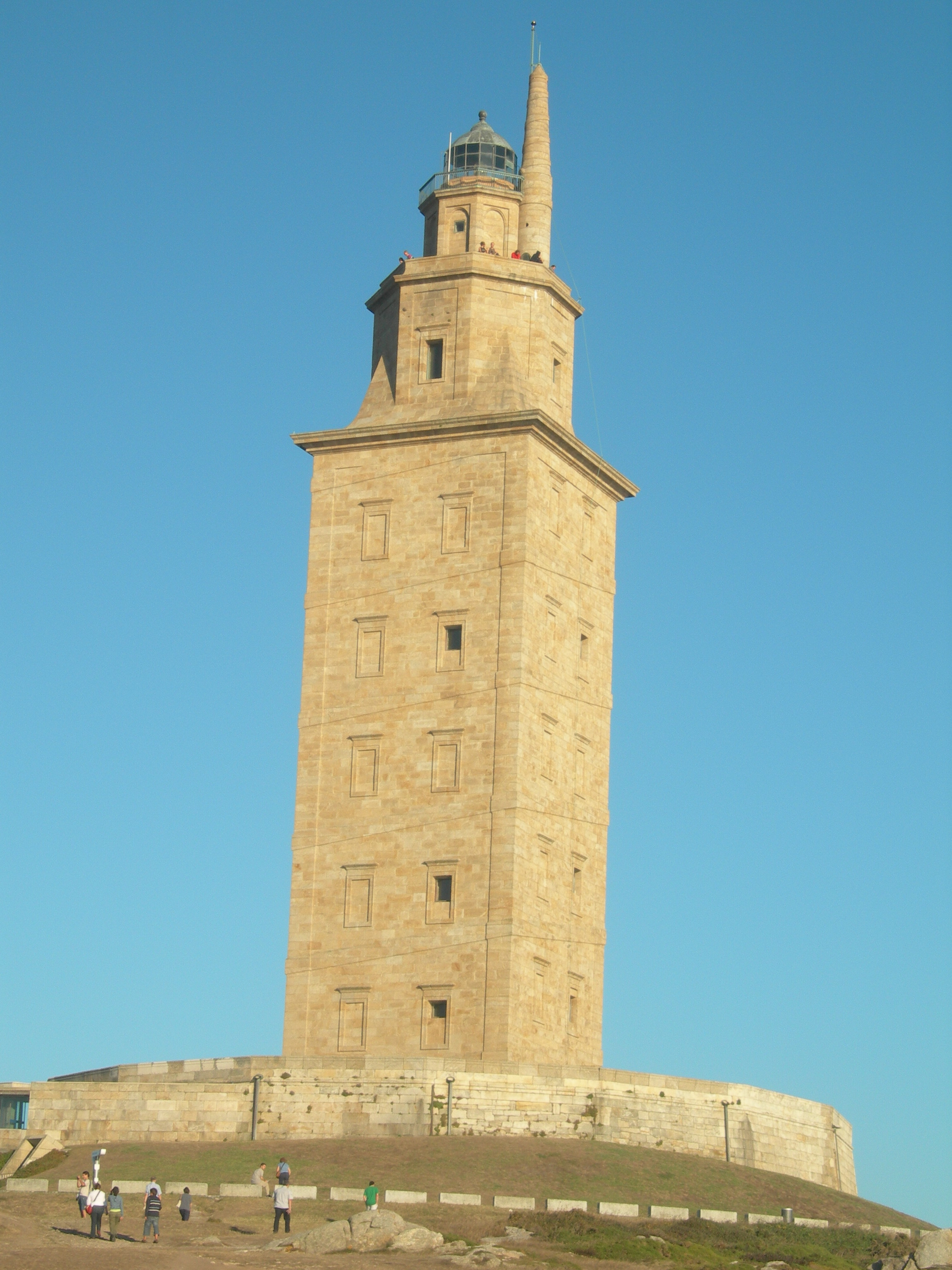
Torre de Hércules.

Los faros son una torre con núcleo central, en torno a este una rampa de acceso a la torre. Esta se suele levantar sobre un promontorio.
El más destacado de Hispania fue la Torre de Hércules o el faro de Brigantium (La Coruña). El promontorio tiene 57 m de alto y sus muros de granito son de un espesor de 1,55 m descansan en una base cuadrada de 11,75 m de lado y a partir de ella suben verticales hasta una altura de 34 metros. En época romana era más recia y más ancha, pues poseía un caparazón que fue desmantelado. Entre el muro exterior y el interior subía una rampa, vía de acceso de los carros de bueyes que abastecían de leña al faro. La importancia del faro coruñés es indicadora de que probablemente la antigua Brigantium fue el principal puerto comercial de la Galicia romana y de que ya entonces era un hito fundamental en la navegación atlántica.

### Los foros

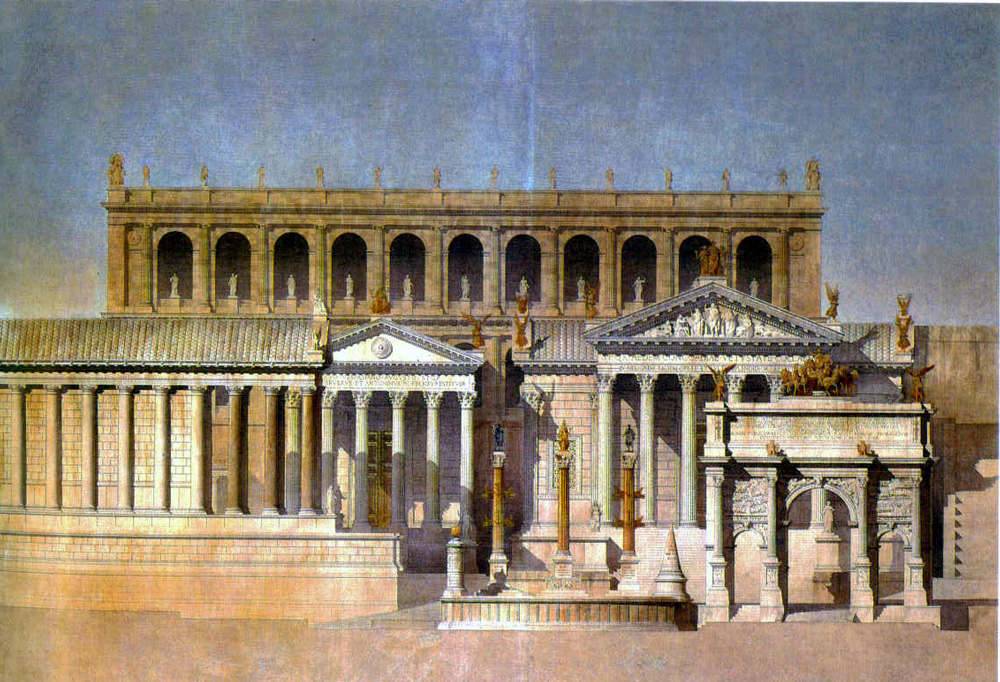
Dibujo del Foro de Augusto en Roma, usado como modelo para construir el de Mérida (Augusta Emerita).

El foro debía estar ubicado en el centro urbano de la ciudad y en el cruce de las dos calles principales de la ciudad y su trazado, según las reglas de Vitruvio debía de ser rectángulo de una tercera parte más de largo que de ancho. En los pórticos se encontraban las tiendas de los mercaderes (tabernae), que también ponían sus puestos en los intercolumnios, ya que el foro, originariamente fue un mercado que se hallaba fuera de la ciudad (forum significa fuera). Después acabó convirtiéndose en el centro de la vida política, económica y religiosa y en su alrededor se elevaron curias para la administración de justicia, basílicas para la contratación de negocios y templos consagrados a las divinidades protectoras. El foro era el centro orgánico de la ciudad romana. En el foro se hallaban las estatuas del emperador, del gobernador de Hispania y todos los personajes importantes de la sociedad que se usaban para las campañas electorales. En el modelo imperial, algunas ciudades tenían más de un foro, por ejemplo, Augusta Emerita tenía tres y Tarraco poseía dos foros. Cada nuevo emperador construía un anexo al anterior. En todos los foros va a haber un espacio dedicado a Augusto que es llamado Aedes Augusti donde se mostraba la estatua de Augusto divinizado.
Los foros hispanos que se conocen son de planta rectangular muy próximos a la cuadrangular, pero ello puede ser una casualidad que no excluye la existencia de rectángulos más alargados. Destacan los foros de Caesaraugusta, Ampurias, Itálica, Coímbra y el de Clunia.

### Los templos

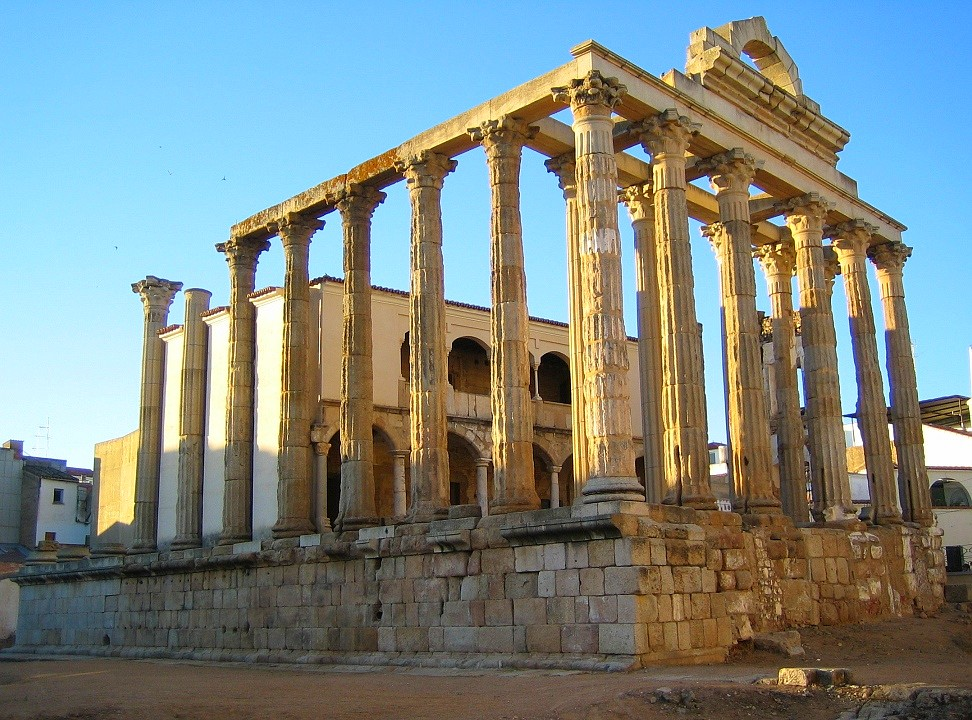
Templo de Diana en Mérida.

En los templos romanos de Hispania se empleaban los materiales más abundantes de la zona, en Hispania abundaban el granito y la caliza, por lo que eran el material que utilizaban para la construcción de los templos revistiéndolo de estuco (mezcla de mármol en polvo y cal).
Las columnas descansan en una basa ática, es decir dos molduras convexas (toros) separadas por una cóncava (escocia), provista en algunos casos de un plinto prismático. El fuste de las columnas suele ser liso, para recibir luego las estrías en el estucado. El número es inferior o igual a veinte. El capitel corintio normal consta de dos partes: una arquitectónica, que es la prolongación del fuste en el kalathos y en el ábaco, y otra decorativa, constituida por tres tipos de decoración:
- Ima folia: Corona inferior de las hojas de acanto.
- Secunda folia: Hojas altas de acanto.
- Decoración compuesta por volutas y hélices.

Destaca el Templo de Diana en Mérida, levantado entre los I y II d. C.
- Templo romano de Alcántara ( provincia de Cáceres ), adyacente al puente romano de igual nombre. Se trata de un pequeño templo votivo.
- Templo romano de Augusto en el barrio Gótico de Barcelona. En el interior del Centro Excursionista.
- Templo romano de Córdoba.
- Templo romano de Évora en Portugal.
- Templo romano de Mérida, llamado de Diana, en lo que fuera el foro romano de Mérida ( provincia de Badajoz ).
- Templo romano de Vich ( provincia de Barcelona ).

### Los teatros

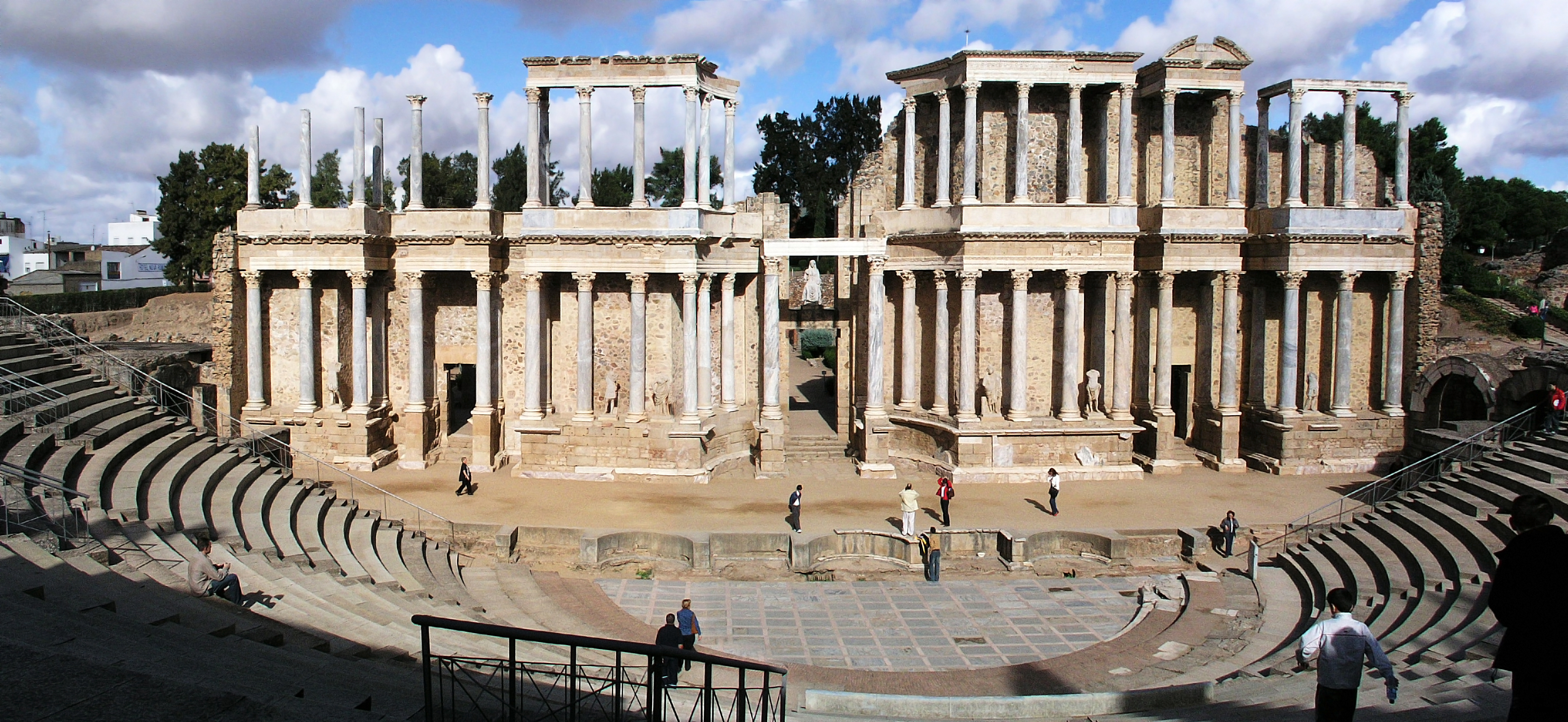
Teatro romano de Mérida.

En el teatro romano la orchesta queda reducida a la mitad, un semicírculo, y en cambio, la escena (scaenia) se ensancha a sus expensas; las alas salientes (parascaenia) del escenario enlazan con el graderío, de modo que los accesos abiertos de la orchesta griega se transforman en galerías abovedadas.
A partir de las gradas de preferencia, reservadas en Roma a los senadores y en las demás ciudades a los decuriones y huéspedes de honor, la cavea se dividía en tres partes: ima (la más baja) media y summa, por otros tantos pasillos de circulación (praecinctiones) comunicados por escaleras radiales que repartían el grederío en segmentos o cunei. El acceso a estos se efectuaba por galerías abovedadas con sus puertas de salida (vomitoria).
El teatro era una actividad cultural desconocida por los indígenas. Se empieza a desarrollar cuando llegan los romanos, aunque puede que algunas colonias helénicas también la pusieran en práctica, pero sin influenciar a los pueblos prerromanos. Las actividades teatrales eran los ludi scaenici. La representación era de obras latinas, lo que indica que ha habrían asumido el latín.
En el siglo I a. C. era una actividad minoritaria, se sabe por anécdotas contadas por Cicerón que aluden a las actividades culturales en Hispania que los actores llevaban máscaras, gritaban y declamaban una estrofa además a Cicerón también le extrañó que el público se mezclara sin distinción de clases sociales, violando así la Lex Roscia Theatralis, que impedía que se mezclasen en el teatro cada estrato social.
Entre los espectáculos estaba el Ludi Scaenici (teatro), los juegos de luchadores y las venationes (luchas de fieras) que se celebraban en el anfiteatro, las carreras de carros del circo, etc.
Salvo algunas excepciones, eran edificios construidos fuera de la ciudad. Se reservaban colinas para situar en sus pendientes las caveas. En principio los teatros iban a ser portátiles y hechos en madera. En época de Augusto se van a construir en piedra y se van a monumentalizar. Existen teatros romanos en varias ciudades españolas como Cartagena, Caesaraugusta, aunque el más importante y destacado de los teatros romanos en Hispania es el Teatro de Mérida.

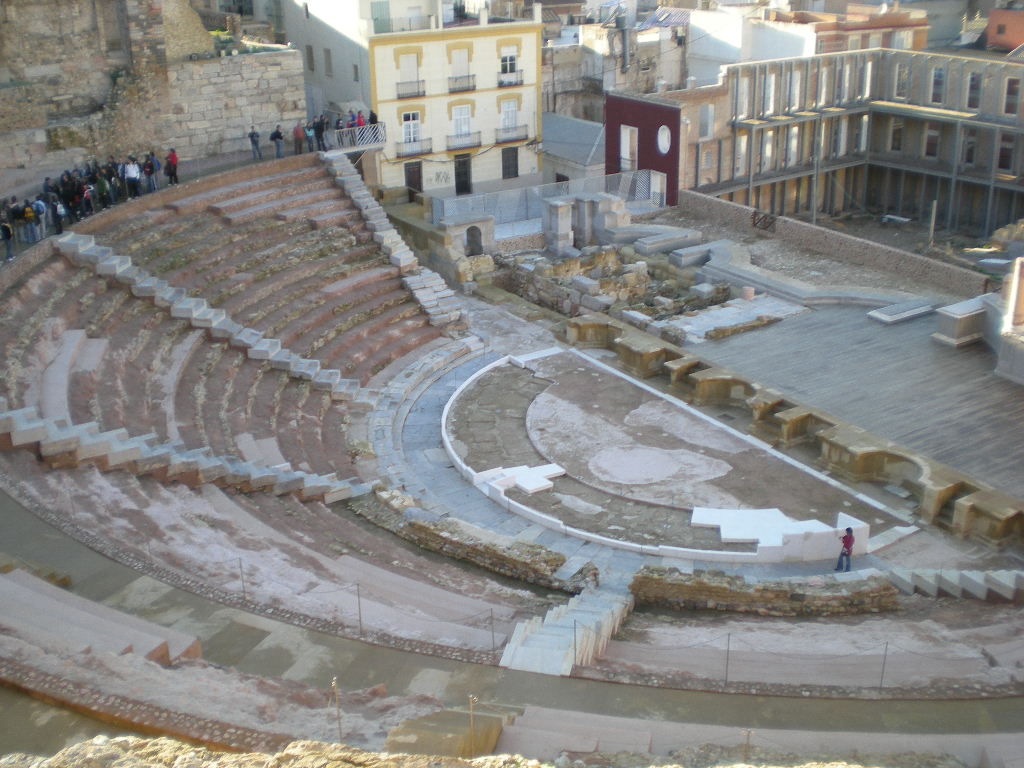
Teatro romano de Cartagena.

### Los anfiteatros

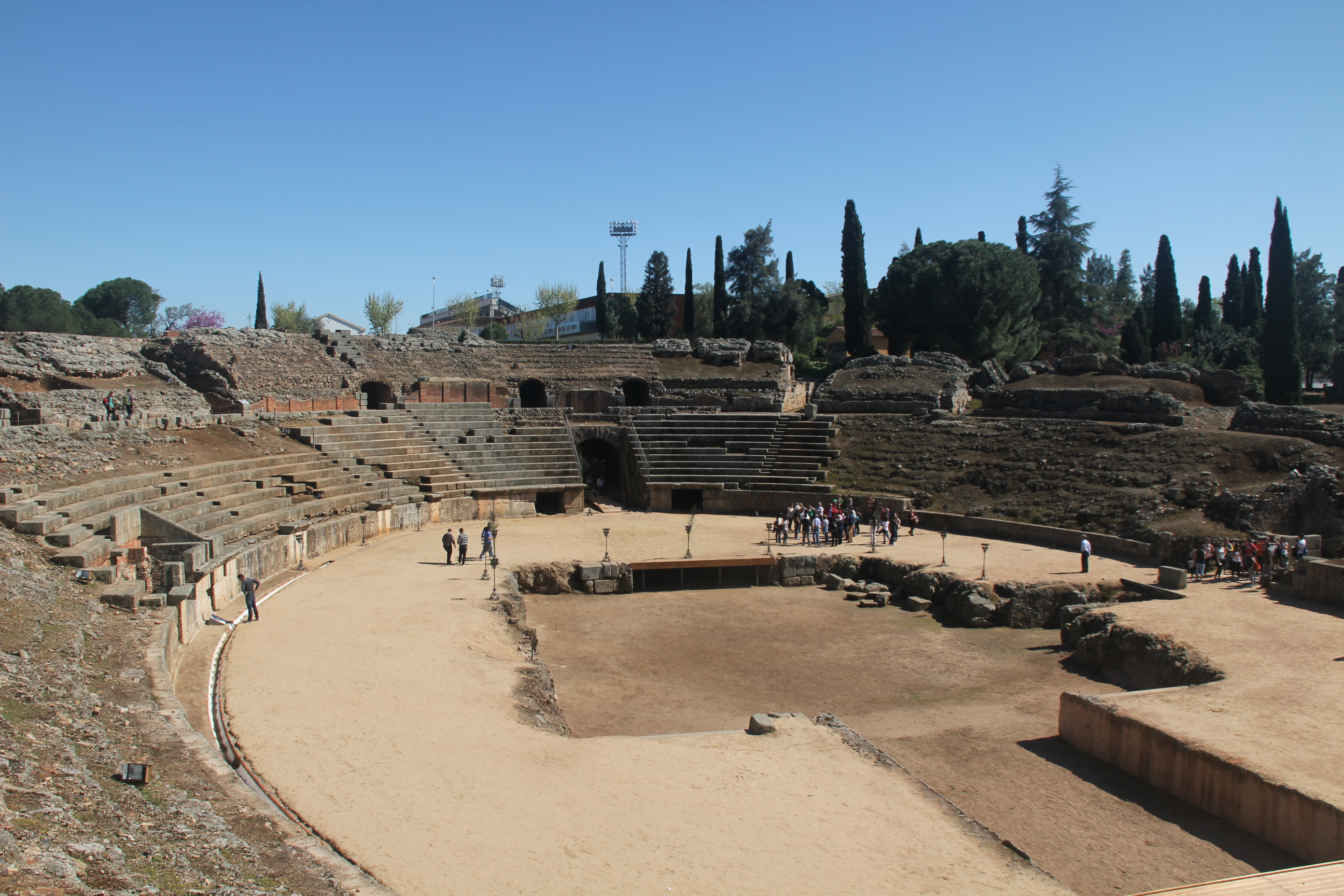
Anfiteatro romano en Mérida.

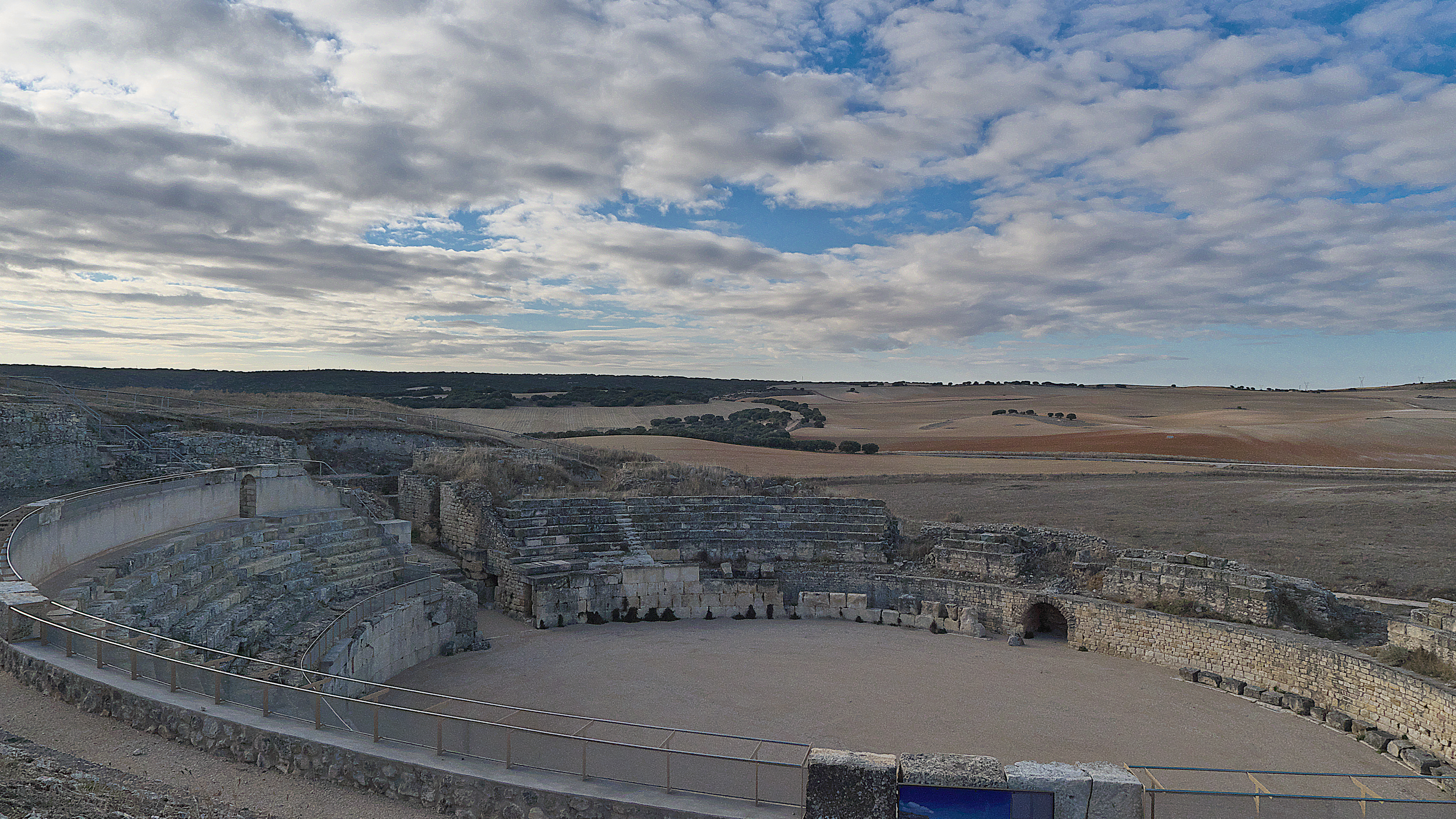
Anfiteatro de Segóbriga.Saelices

La lucha en los anfiteatros eran un espectáculo de masas, tenía un aspecto lúdico. Los espectáculos de luchadores se celebraron en honor a Escipión el Africano. Al principio tenían un carácter funerario y fue evolucionando hacia un espectáculo lúdico. En España se encuentran desde los siglos I y II d. C. en época Julio-Claudia. Estos espectáculos eran pagados por los dunviros, que eran gestores administrativos y económicos del municipio. Esa generosidad se había convertido en casi una ley, una obligación. Las luchas recibían el nombre de Munus. La construcción de anfiteatros se convirtió en un rasgo de riqueza. Los principales espectáculos ofrecidos en el anfiteatro eran de tres clases:
- Ludi o munera: combate de luchadores.
- Venationes: lucha con animales salvajes.
- Naumachiae: representación de batallas navales.

Los Gladiadores se dividían en dos facciones de igual número y luchaban por parejas hasta que uno de ellos era abatido por su contrincante. En las venationes actuaban los condenados con las bestias. Si salían con vida podrían resultar indultados.
El graderío (cavea) se divide en cuatro zonas, siendo la inferior para los senadores y altos cargos de la administración romana, la zona media para la plebe y la superior para las mujeres y los carentes de derechos. Primero se construyeron mediante piedra tallada, posteriormente se utilizó el hormigón y se dispusieron arquerías y bóvedas.
- Anfiteatro de Ampurias en el yacimiento próximo a La Escala ( provincia de Gerona ).
- Anfiteatro de Cáparra en el yacimiento próximo a Oliva de Plasencia ( provincia de Cáceres ).
- Anfiteatro de Carmona ( provincia de Sevilla ) junto a la necrópolis.
- Anfiteatro romano de Cartagena (provincia de Murcia). Sobre él se alzó la plaza de toros, aún quedan vestigios.
- Anfiteatro de Córdoba en los terrenos del rectorado de la universidad.
- Anfiteatro de Itálica en el yacimiento adyacente a Santiponce (provincia de Sevilla).
- Anfiteatro de Mérida (provincia de Badajoz) junto al teatro romano.
- Anfiteatro de Segóbriga en el yacimiento próximo a Saelices (provincia de Cuenca).
- Anfiteatro de Sisapo en el yacimiento próximo a Almodóvar del Campo (provincia de Ciudad Real).
- Anfiteatro de Tarraco situado en Tarragona entre la playa y los restos del circo romano.

### Los circos

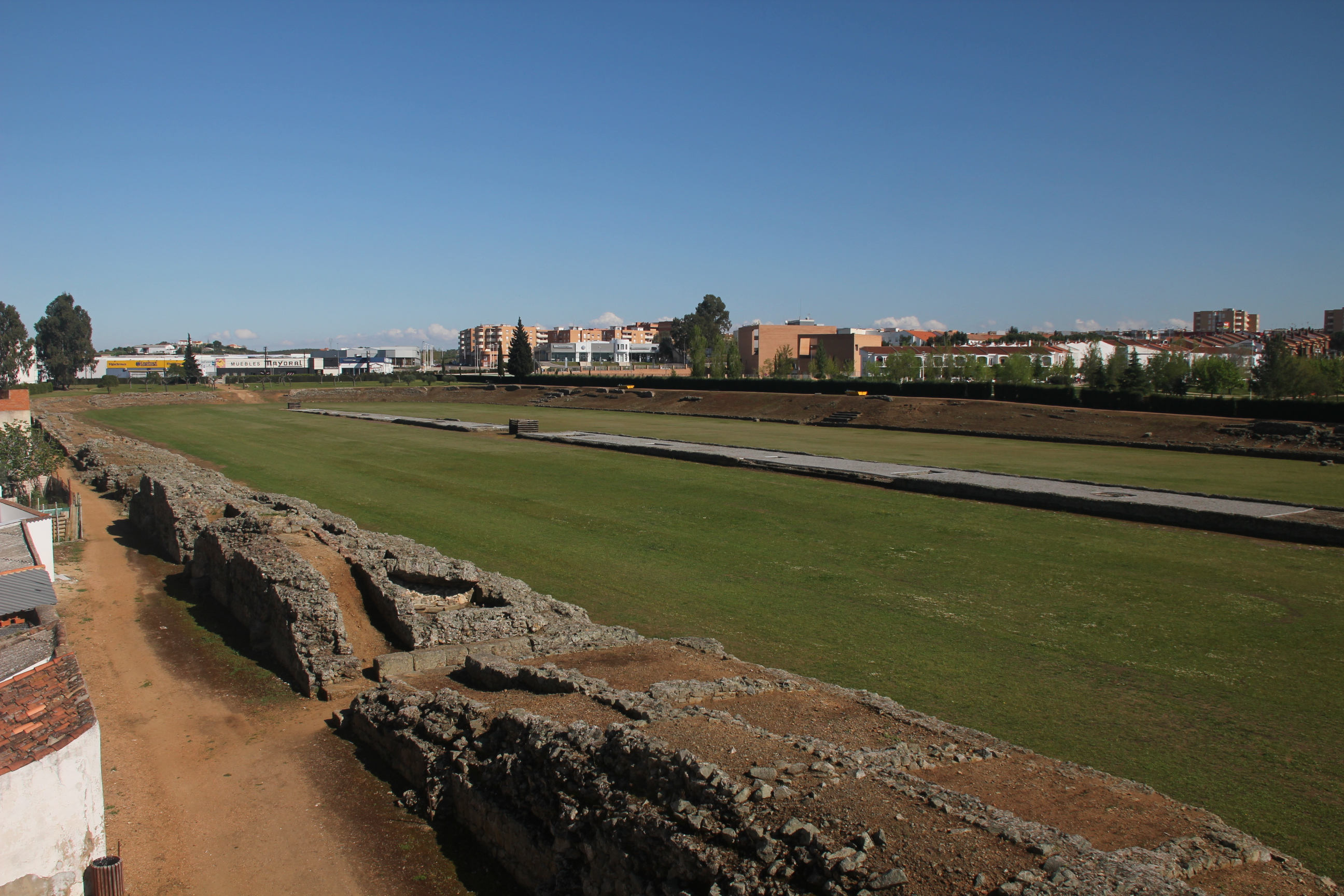
Circo romano de Mérida.

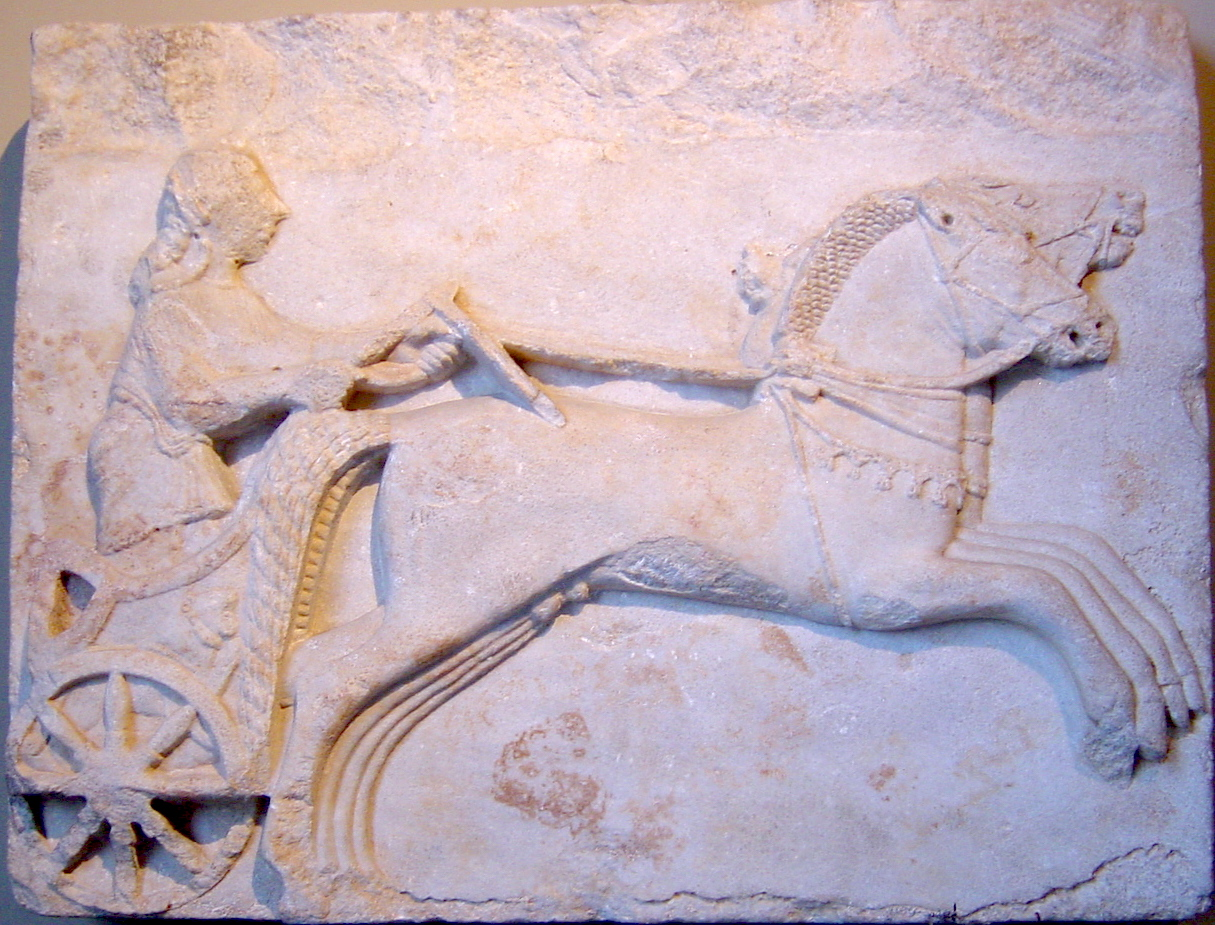
Auriga.

La afición al espectáculo de las carreras de cuadrigas alcanzó en Roma a muchos seguidores. El entusiasmo por los caballos, aurigas y facciones, entusiasmo que en ocasiones llegaba a producir reyertas, se transmitió a las provincias y de ahí la cantidad de testimonios que en todas partes salen a la luz en relación con este espectáculo.
Los circos no se han conservado muy bien, la mayoría de ellos se han fosilizado. En Segóbriga se ha logrado encontrar, mientras que en la antigua Toletum (Toledo) no queda ya nada.
Los circos eran un espectáculo muy costoso y solo se lo permitían las grandes ciudades. Había una serie de empresas especializadas. Los aurigas también recibían el nombre de Agitatores. Había también equipos de aurigas diferenciados por el color. En la península se han conservado restos de mosaicos como el Mosaico de Marcianus y pinturas donde se alude a la doma de caballos y a las carreras de cuadrigas, como el mosaico del Palau barcelonés. Esos eran elementos que formaban parte de la decoración de la espina. Las cuatro cuadrigas que se ven en el mosaico del Palau barcelonés representan entre otras tantas facciones a la roja (russata), la blanca (albata), la azul (veneta) y la verde (prasina) fueron las que ocuparon bajo sus colores al público de los siglos del apogeo del imperio, hasta que las dos últimas absorbieron a las dos primeras. Los equipos estaban formados por muchas personas. Sin embargo, el aficionado solo veía la cuadriga con su auriga y sus auxiliares el iubilator (que animaba a los corredores) y el sparsor (que refrescaba a las bestias y los ejes).
Los circos se localizaban a las afueras de la ciudad, a excepción del de Tarraco, y en sitios llanos. El más espectacular es el de Tarraco, pero en Hispania también existen otros como el de Mérida, Itálica, Córdoba...
- Circo romano de Calahorra ( provincia de La Rioja ). Tan solo subsiste escasos vestigios.
- Circo romano de Mérida (provincia de Badajoz). Visible en toda su extensión.
- Circo romano de Sagunto (provincia de Valencia). Solo subsiste una puerta peatonal.
- Circo romano de Segóbriga (provincia de Cuenca). Aún por excavar.
- Circo romano de Tarraco, actual Tarragona. Visible parte de él.
- Circo romano de Toledo . Visible parte de él.
- Circo romano de Alhambra (provincia de Ciudad Real). Prácticamente sin excavar, en peligro por acciones urbanísticas. Parte de él bajo la actual N-430.

### Las termas

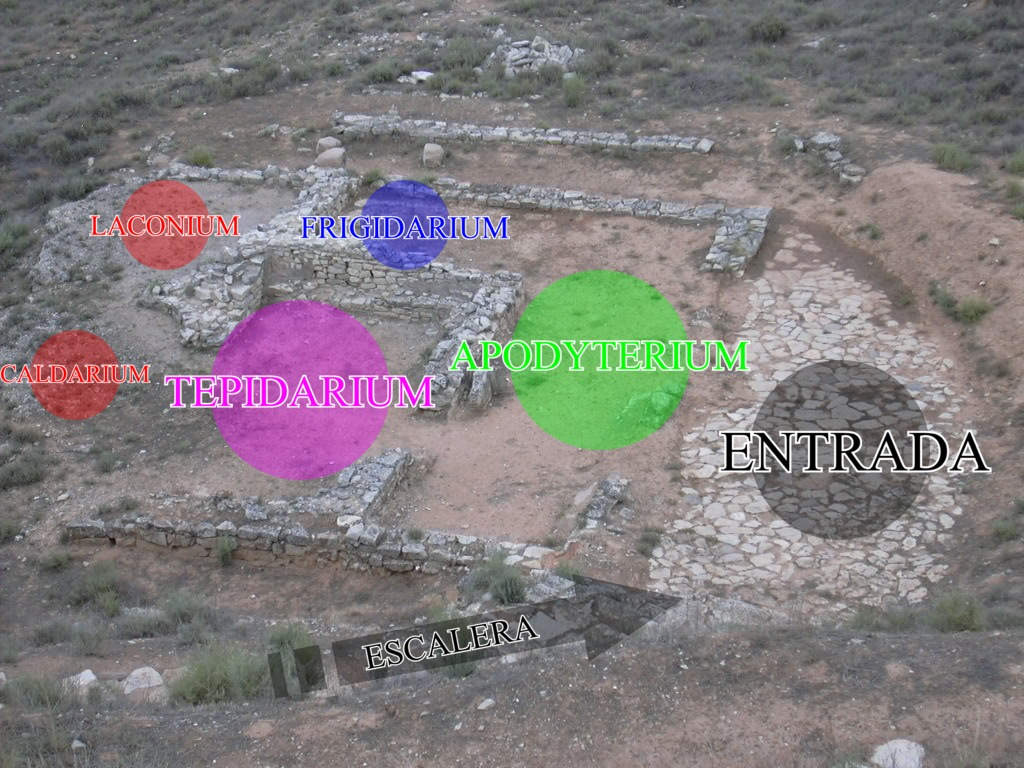
Ruinas de las termas de Cabezo de Alcalá, Azaila (Teruel) con sus partes señaladas.

La costumbre del baño diario con sus demás alicientes —la palestra, la biblioteca, los paseos y la tertulia— acabó por hacer de las termas públicas una institución que requería edificios de vastas dimensiones.
Los comienzos fueron relativamente modestos: unos vestuarios para dejar la ropa (apodyterium), un patio en donde hacer ejercicio palaestra y tres habitaciones para el baño: una para el agua caliente (caldarium), otra para sudar y refrescarse (tepidarium) y otra pare el agua fría (frigidarium).
El dispositivo resultante, compuesto de una palestra con las salas de baño alineadas junto a ella, constituye el tipo termal "pompeyano" con que estos edificios empiezan a desarrollarse.
Las termas romanas eran un lugar que respondía a unas necesidades higiénicas y un lugar de reunión, de decisiones y de ocio. Algunas termas de Hispania cuyos restos arqueológicos han sido hallados son:

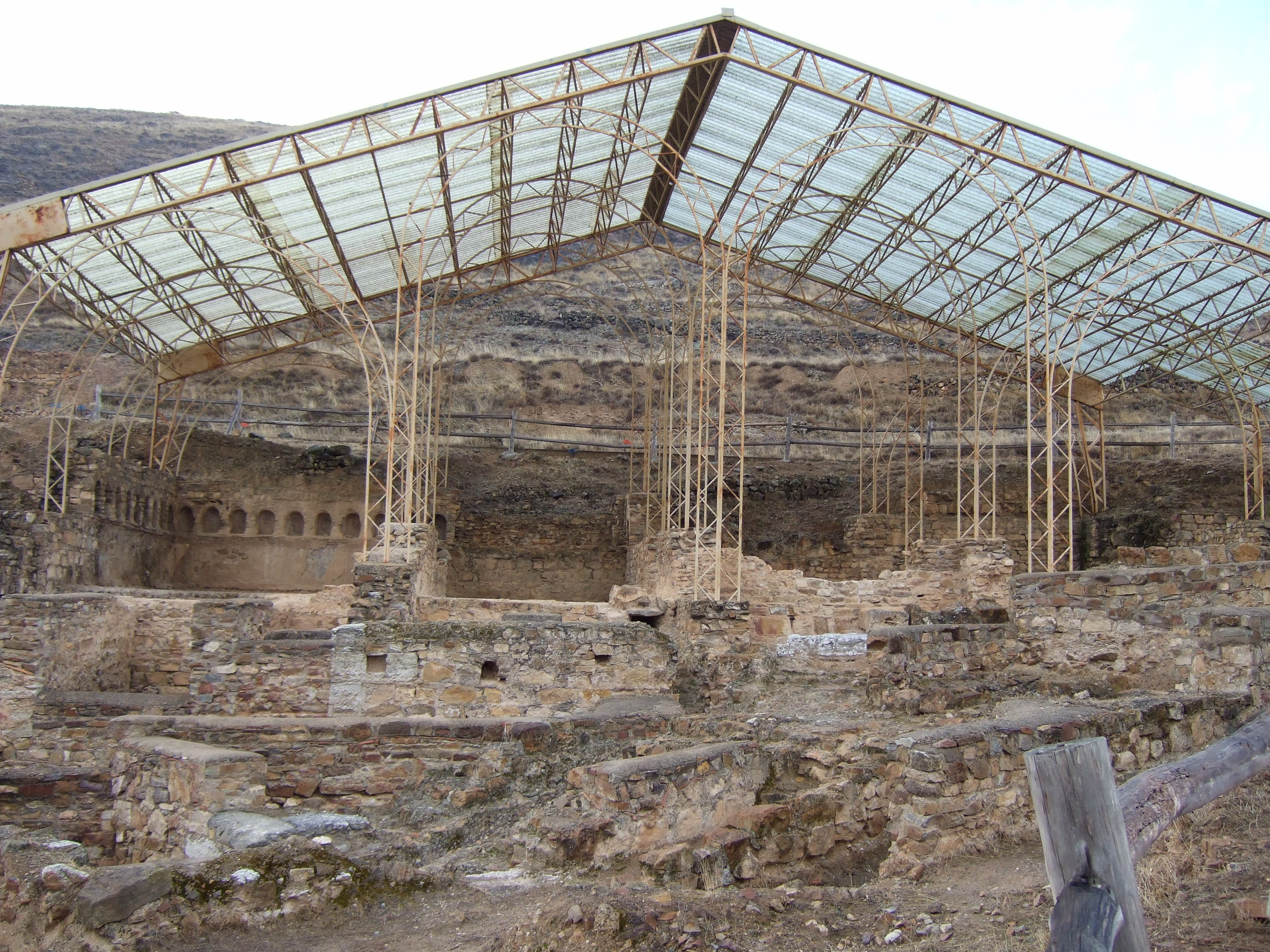
Termas romanas de Calatayud.

- Termas romanas de Bílbilis (Calatayud).
- Termas romanas de Cabeza de Alcalá (Azaila, Teruel)
- Termas romanas de Caesaraugusta (Zaragoza).
- Termas romanas de Campo Valdés en Gijón (Asturias). Forma parte del yacimiento arqueológico de Cimadevilla.
- Termas romanas de Cartagena (Murcia).
- Termas romanas de Clunia Sulpicia (Burgos).
- Termas romanas de Itálica (Sevilla).
- Termas romanas de Las Bóvedas en San Pedro Alcántara (Málaga).
- Termas romanas de San Baudilio de Llobregat (Barcelona).
- Termas de Segóbriga (Saelices, Cuenca)
- Termas romanas de Torreblanca del Sol en Fuengirola (Málaga).

### Palacio de Maximiano Hercúleo

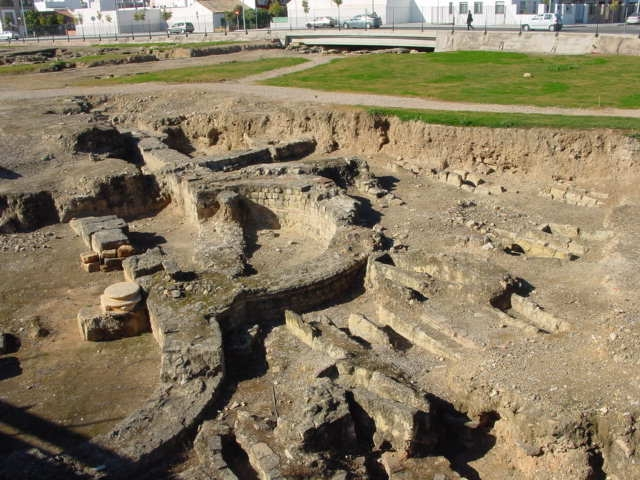
Restos del palacio de Maximiano Hercúleo.

El palacio de Maximiano Hercúleo o Palacio Imperial de Cercadilla se encuentra cerca de Córdoba en la provincia homónima. Está datado en el siglo III. Se había asentado sobre una villa romana anterior. El complejo palatino se habilitó como basílica y más tarde se asentó un arrabal musulmán. Es un palacio imperial construido por Maximiano a finales del siglo III que le pudo servir como residencia, durante algunos años y se trajo a un arquitecto de Roma. Todo este conjunto es ocupado después por los cristianos en el siglo IV, donde se instala una basílica que fue levantada por el obispo Osio.
Este palacio tiene particularidades y paralelos en los Palacios de Diocleciano y Espálato. En época Carolingia van a tomar ciertos parecidos.
Fuera del perímetro amurallado de la ciudad, todo el conjunto se articula con una exedra porticada y un criptopórtico delimitado, de forma radial se articulan estancias que van desde lo público hasta lo privado. En el ámbito público estaría un Aula Imperial. Después un ámbito semipúblico (algo más alejado) donde se encontraría la sala de banquetes. Se aprecia una forma tirconque (espacio centralizado que tiene tres ábsides). La parte más alejada de la exedra sería el ámbito privado, que tenía un acceso más intricado. Su originalidad reside en la articulación de todo el conjunto alrededor de la exedra.

### Los arcos

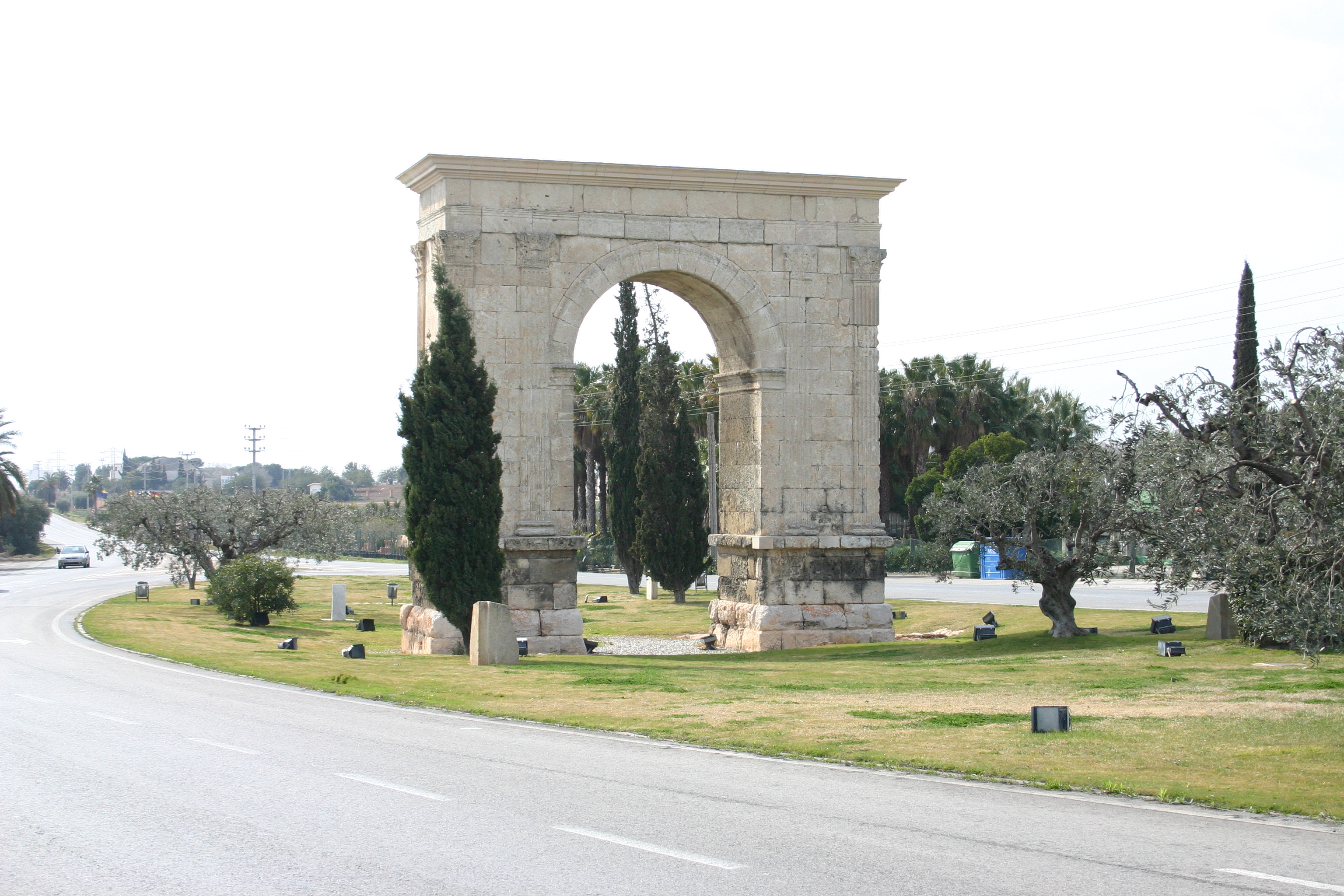
Arco de Bará en Tarragona.

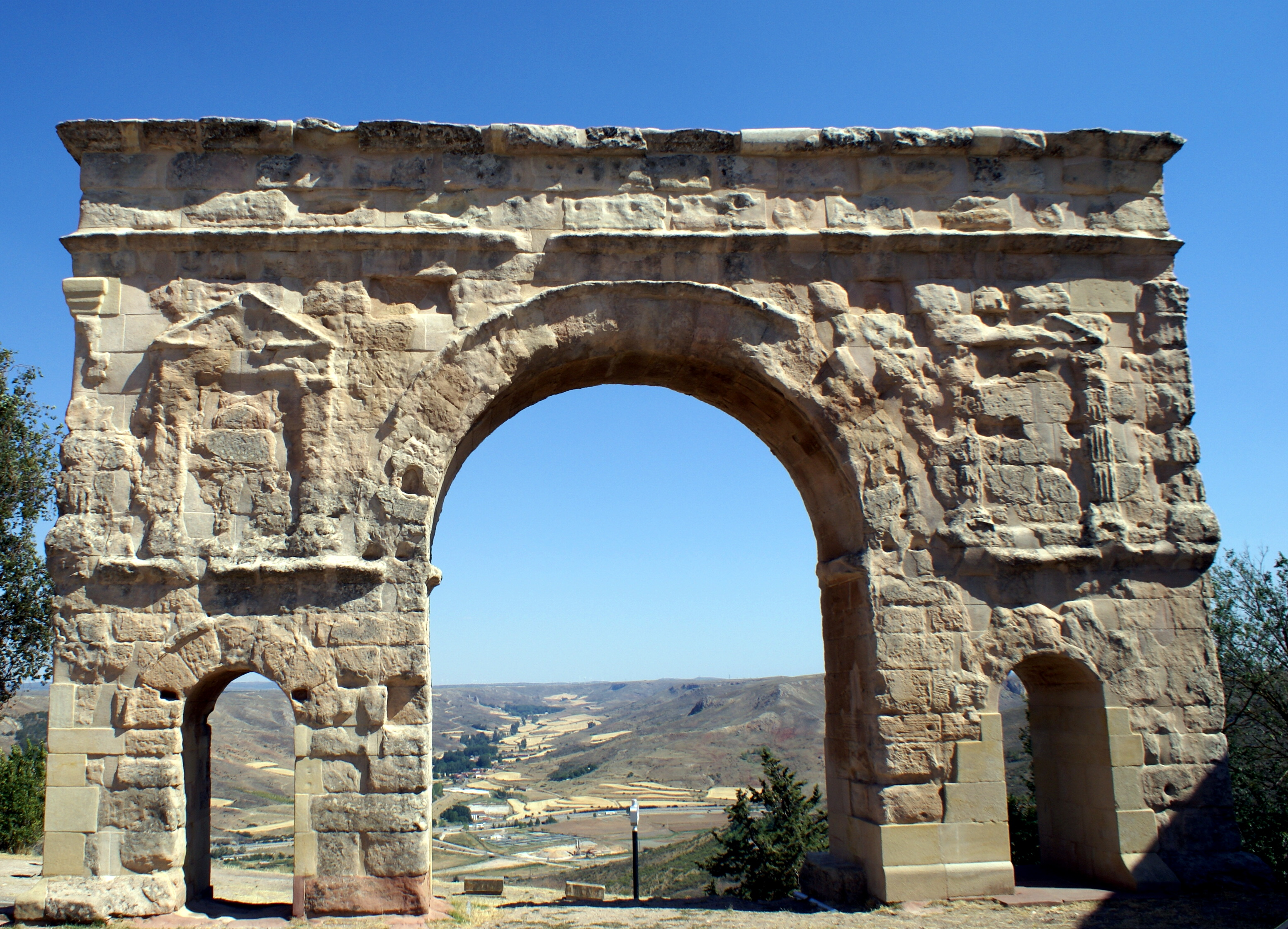
Cara norte del Arco de Medinaceli (Soria)

Los arcos tenían un carácter triunfal (Arco de Triunfo) y eran promovidos por el Estado a la voluntad de ciudadanos o promovido con dinero privado. Se conservan en Roma por iniciativa del emperador y en Hispania con nivel honorífico. Los arcos se colocaban en accesos de ciudades o vías de comunicación. Los arcos conmemorativos reciben tres nombres: arcos, fornia e ianus. Los de España son de tres tipos: el más sencillo tiene un vano, los normales tienen tres vanos y algunos solo tienen dos vanos.
Los arcos también se encontraban en aquellas ciudades que eran capitales de provincia o muy importantes. En Mérida se sabe que existían dos arcos, uno de Maximiano y otro de Trajano. En Córdoba se han conservado partes como claves o restos epigráficos. En Tarraco se han conservado uno en el foro, que conmemoraba las victorias de Augusto en España, y otro del que no se sabe nada. Fuera, en una de las vías, está el arco de Bará. También destacan los arcos de Medinaceli en Soria, y el de Cáparra.
- Arco de Bará (provincia de Tarragona) en la carretera N-340 a la altura de Roda de Bará.
- Arco de Cabanes (provincia de Castellón ) en una rotonda a las afueras de dicha localidad.
- Arco de Cáparra (provincia de Cáceres) en dicho yacimiento próximo a Oliva de Plasencia.
- Arco de Medinaceli (provincia de Soria), a la entrada de la localidad.
- Arco del Puente de Alcántara (provincia de Cáceres), en mitad de dicho puente.
- Arco del Puente del Diablo en Martorell (provincia de Barcelona), en un extremo de dicho puente medieval.

### Villa rural romana

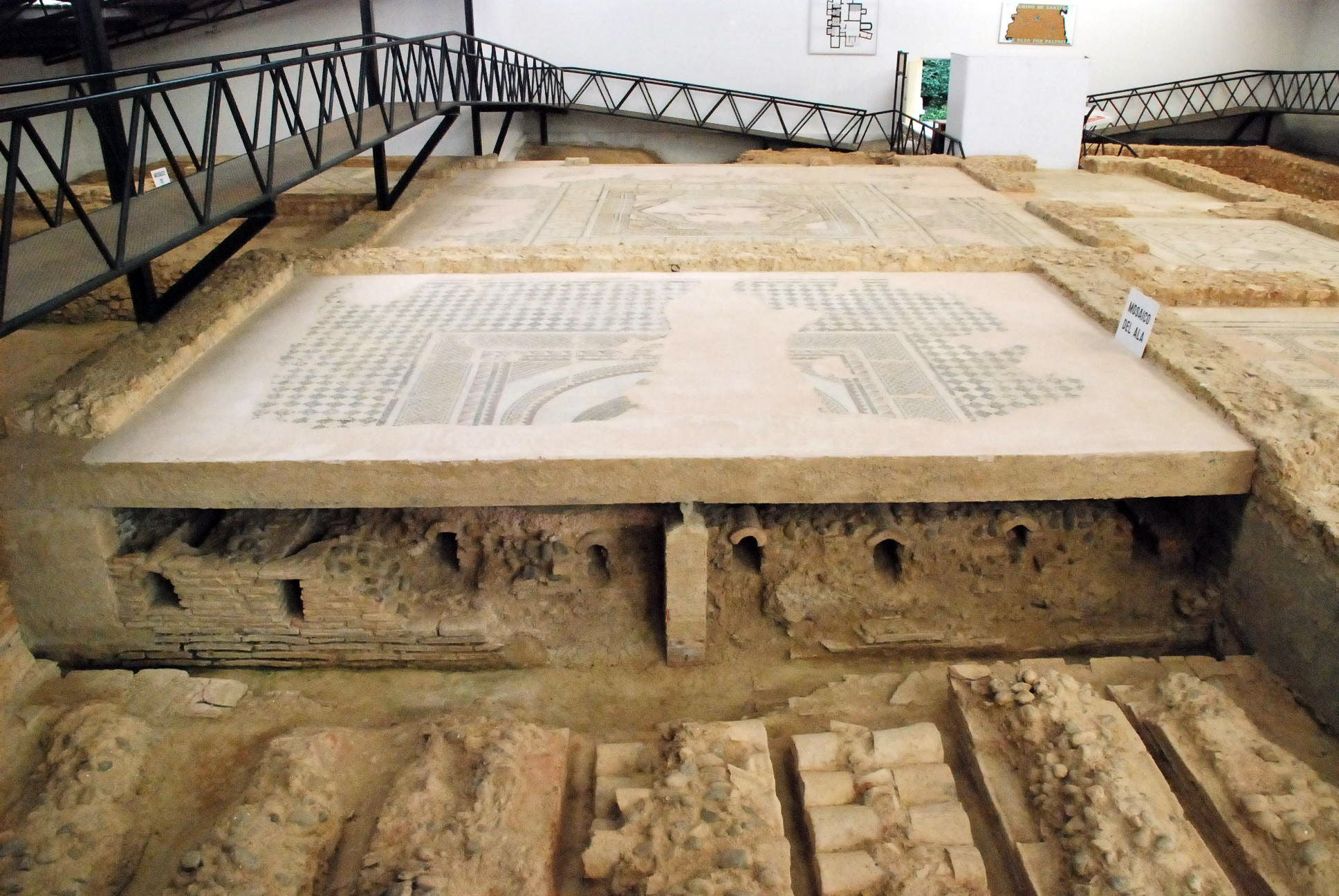
habitación 12 de la villa romana La Tejada en Quintanilla de la Cueza (palencia) en la que se aprecia la estructura del sistema de calefacción por hipocausto de y el pavimento de mosaico

- Villa romana de Noheda a las afueras de Noheda (provincia de Cuenca).
- Villa romana de Almenara-Puras a las afueras de Almenara de Adaja (provincia de Valladolid).
- Villa romana de Can Llauder en Mataró (provincia de Barcelona).
- Villa romana de Centcelles a las afueras de Constantí (provincia de Tarragona).
- Villa romana La Tejada a las afueras de Quintanilla de la Cueza (provincia de Palencia).
- Villa romana de Torreáguila a las afueras de Montijo ( provincia de Badajoz ).
- Villa romana del Paturro a las afueras de Portmán (provincia de Murcia).
- Villa romana Els Munts a las afueras de Altafulla (provincia de Tarragona).
- Villa romana en Los Villares a las afueras de Santervás de la Vega (provincia de Soria).
- Villa romana La Olmeda a las afueras de Pedrosa de la Vega (provincia de Palencia).

### Yacimientos

Panorámica del yacimiento de baelo claudia, en Bolonia (Tarifa, Cádiz)

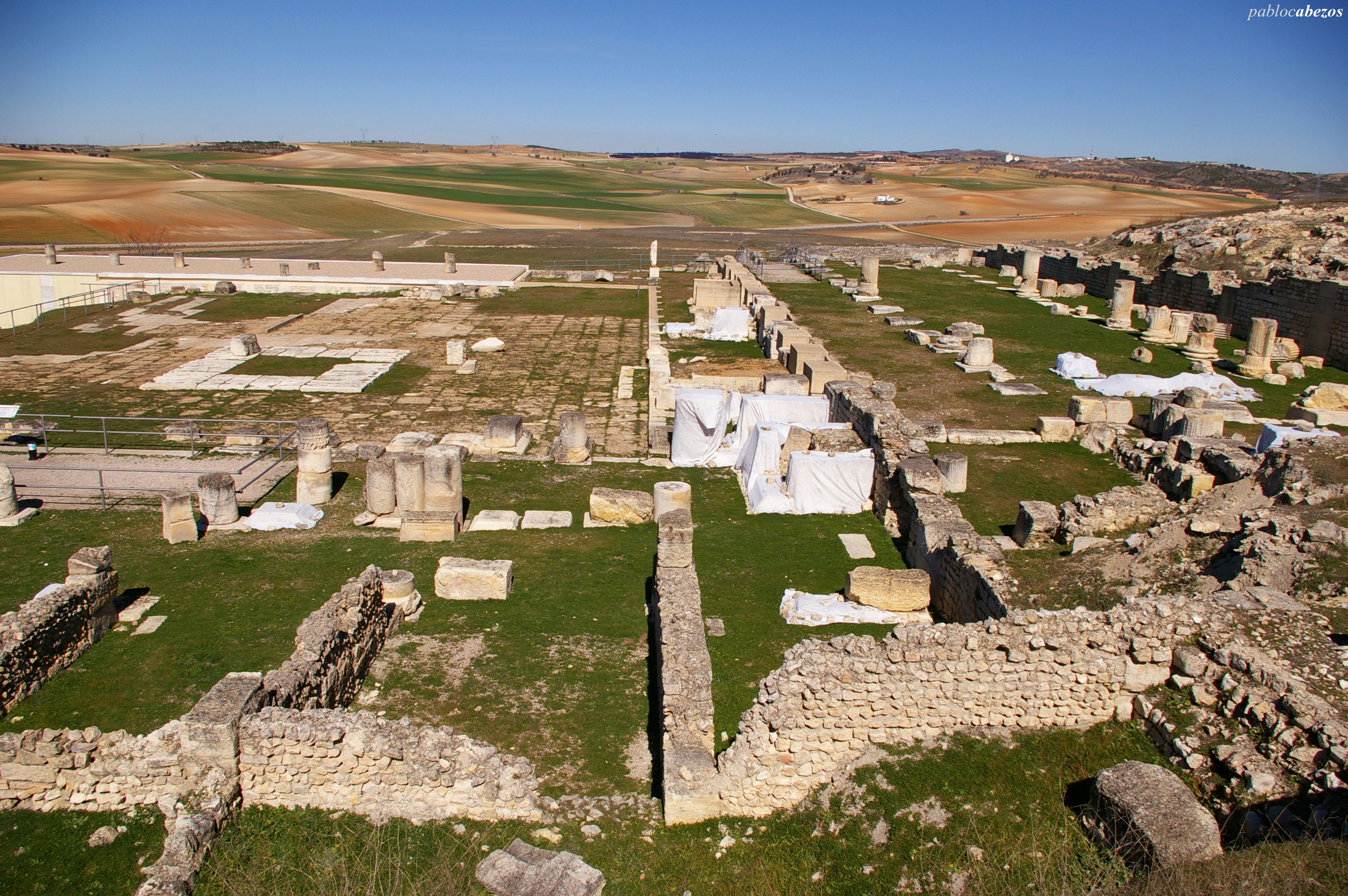
Conjunto del Foro de Segóbriga (Saelices, Cuenca).

- De Acinipo Baetica, cerca de Ronda (Málaga).
- De Arcobriga, cerca de Monreal de Ariza (Zaragoza).
- De Asturica Augusta en Astorga (León).
- De Augustobriga o Talavera la Vieja, cerca de Bohonal de Ibor (Cáceres).
- De Baelo Claudia, cerca de Bolonia, una pedanía de Tarifa (Cádiz).
- De Barcino en Barcelona. Parte de él en el subsuelo del Museo de Historia de Barcelona.
- De Caesaraugusta en Zaragoza.
- De Carthago Nova en Cartagena (Murcia).
- De Caviclum en Torrox (Málaga).
- De Clunia Sulpicia, cerca de Coruña del Conde (Burgos).
- De Complutum, la actual Alcalá de Henares (Madrid).
- De Conímbriga, cerca de Coímbra (Portugal).
- De Emérita Augusta. Conforma el amplio conjunto arqueológico de Mérida.
- De Ercávica Celtiberia, cerca de Cañaveruelas (Cuenca).
- De Ilici, cerca de Elche (Alicante). Conforma el yacimiento arqueológico de La Alcudia.
- De Iruña-Veleia en Trespuentes (Álava).
- De Itálica en Santiponce (Sevilla).
- De Julia Victrix Lepida Celsa, cerca de Velilla de Ebro (Zaragoza).
- De Julióbriga, cerca de Retortillo (Cantabria).
- De Lucentum en Alicante.
- De Munigua o Mulva cerca de Villanueva del Río y Minas (Sevilla).
- De Numancia en Garray (Soria).
- De Ocurris en Ubrique (Cádiz).
- De Pollentia en Alcudia (Mallorca).
- De Segóbriga, cerca de Saelices (Cuenca).
- De Tarraco Triumphalis. Conforma el amplio conjunto arqueológico de Tarraco (Tarragona).
- De Uxama Argaela, cerca de El Burgo de Osma (Soria).
- De Valentia Edetanorum en Valencia. En el museo de la Almoina, en el subsuelo de la plaza de la Almoina.
- De Valeria en Las Valeras (Cuenca).
- De Vareia en Logroño (La Rioja).
- De Sisapo en el Valle de Alcudia (Ciudad Real).

### Otras construcciones romanas aún visibles

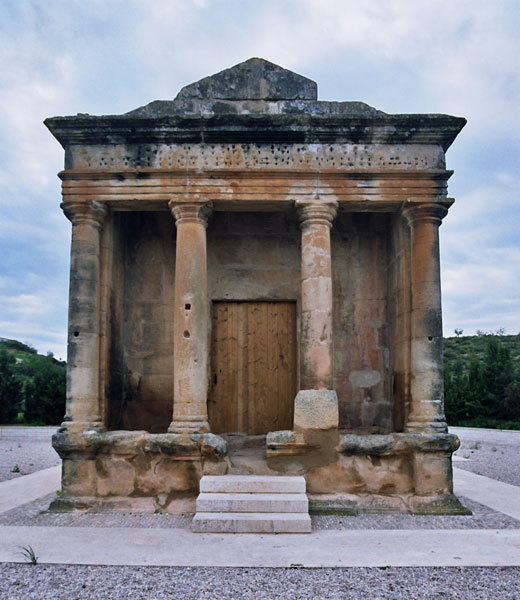
Mausoleo de Lucio Emilio Lupo en Fabara (Zaragoza).

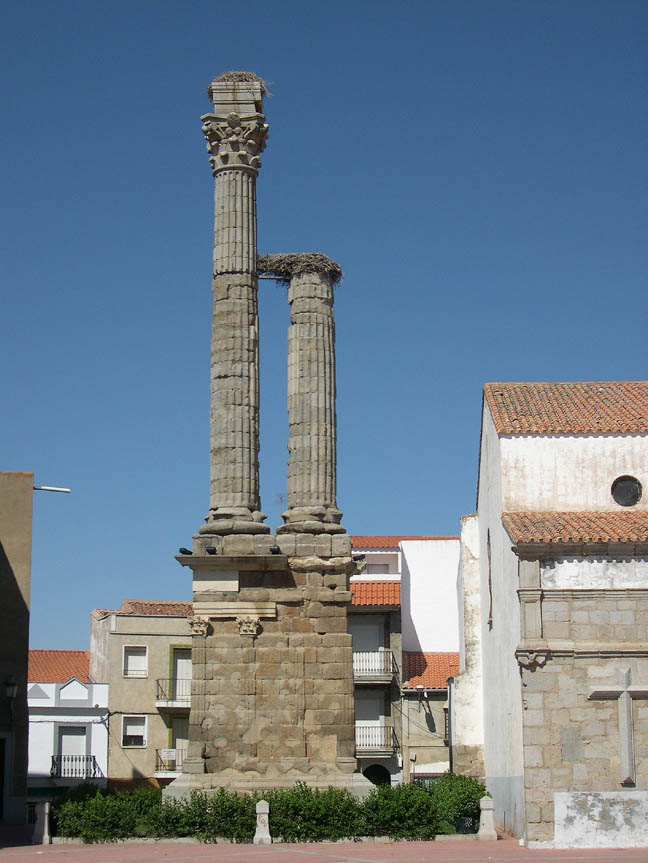
Dístilo sepulcral de Zalamea la Serena (Badajoz).

- Arco de Trajano, acceso al foro provincial. Forma parte del conjunto arqueológico de Mérida.
- Arco del Cristo en Cáceres. Puerta de la muralla.
- Campamento de legión romana a las afueras de Cáceres.
- Campamento de Petavonium a las afueras de Rosinos de Vidriales (Zamora).
- Casa de Hippolytus en Alcalá de Henares (Madrid).
- Casa romana del Palmeral de Portus Ilicitanus en Santa Pola (Alicante).
- Complejo piscícola de Iulia Traducta en Algeciras (Cádiz).
- Complejo piscícola de Los Baños de la Reina en Calpe (Alicante).
- Construcción funeraria: dístilo en Zalamea de la Serena (Badajoz) y a las afueras Cancho Roano.
- Construcción funeraria: Mausoleo de los Atilios cerca de Sádaba (Zaragoza).
- Construcción funeraria: Mausoleo romano de Lucio Emilio Lupo cerca de Fabara (Zaragoza).
- Construcción funeraria: Mausoleo romano de Punta del Moral cerca de Ayamonte (Huelva).
- Construcción funeraria: Mausoleo romano (Córdoba) en dicha ciudad.
- Construcción funeraria: Torre de los Escipiones cerca de Tarragona.
- Faro Torre de Hércules en La Coruña.
- Muralla de Astorga (León).
- Muralla de Tarragona.
- Muralla romana de Lugo.
- Muralla romana de Zaragoza.
- Murallas de León.
- Necrópolis de Carmona (Sevilla).
- Palacio Imperial de Maximiano en Córdoba que conforma el yacimiento arqueológico de Cercadilla.
- Puente romano ( con arco triunfal sobre él ) de Alcántara (Cáceres).
- Puente romano del Bibey (Orense).
- Puente romano de Chaves (Portugal).
- Puente romano de Córdoba.
- Puente romano de Mérida (Badajoz). Forma parte del conjunto arqueológico de Mérida.
- Puente romano de Salamanca.
- Puerto fluvial de Caesaraugusta en Zaragoza.

## Anexos: Teatros romano
| Imagen | Nombre teatro                  | Ciudad (Nombre latino)  | Ciudad (Nombre moderno)                                                             | Provincia        | Comunidad autónoma   | Coordenadas                                 |
| ------ | ------------------------------ | ----------------------- | ----------------------------------------------------------------------------------- | ---------------- | -------------------- | ------------------------------------------- |
|        | Teatro romano de Acipinio      | Acinipo                 | Yacimiento próximo a Ronda                                                          | Málaga           | Andalucía            | 36°49′55″N 5°14′26″O / 36.83185, -5.24049   |
|        | Teatro romano de Badalona      | Baetulo                 | Badalona, junto a la calle Barcelona.                                               | Barcelona        | Cataluña             |                                             |
|        | Teatro romano de Baelo Claudia | Baelo Claudia           | Baelo Claudia, pedanía tarifeña de Bolonia                                          | Cádiz            | Andalucía            | 36°05′27″N 5°46′32″O / 36.09093, -5.77557   |
|        | Teatro romano de Cádiz         | Gades                   | Cádiz                                                                               | Cádiz            | Andalucía            | 36°31′42″N 6°17′37″O / 36.5283, -6.2937     |
|        | Teatro romano de Calatayud     | Bilbilis                | Yacimiento próximo a Calatayud                                                      | Zaragoza         | Aragón               |                                             |
|        | Teatro romano de Cartagena     | Carthago Nova           | Cartagena                                                                           | Región de Murcia | Región de Murcia     | 37°35′58″N 0°59′03″O / 37.59950, -0.98410   |
|        | Teatro romano de Caesaraugusta | Caesaraugusta           | Zaragoza                                                                            | Zaragoza         | Aragón               | 41°39′08″N 0°52′40″O / 41.652176, -0.877764 |
|        | Teatro romano de Carteia       | Carteia                 | Yacimiento próximo a San Roque                                                      | Cádiz            | Andalucía            |                                             |
| \|     | Teatro romano de Clunia        | Colonia Clunia Sulpicia | Yacimiento próximo a Coruña del Conde                                               | Burgos           | Castilla y León      | 41°47′03″N 3°21′55″O / 41.78403, -3.36529   |
|        | Teatro romano de Córdoba       | Cordŭba                 | Córdoba (Parte de sus cimientos en el subsuelo del Museo Arqueológico y Etnológico) | Córdoba          | Andalucía            |                                             |
|        | Teatro romano de Mérida        | Augusta Emerita         | Mérida                                                                              | Badajoz          | Extremadura          | 38°54′55″N 6°20′19″O / 38.91541, -6.33871   |
|        | Teatro romano de Itálica       | Italica                 | yacimiento adyacente a Santiponce Italica                                           | Sevilla          | Andalucía            | 37°26′24″N 6°02′20″O / 37.44008, -6.03875   |
|        | Teatro romano de Málaga        | Malaca                  | Málaga                                                                              | Málaga           | Andalucía            | 36°43′16″N 4°25′01″O / 36.721194, -4.416861 |
|        | Teatro romano de Medellín      | Metellinum              | Medellín                                                                            | Badajoz          | Extremadura          |                                             |
|        | Teatro romano de Pollentia     | Pollentia               | Yacimiento adyacente a Alcudia                                                      | Islas Baleares   | Islas Baleares       |                                             |
|        | Teatro romano de Regina        | Regina Turdulorum       | Yacimiento adyacente a Casas de Reina                                               | Badajoz          | Extremadura          |                                             |
|        | Teatro romano de Sagunto       | Saguntum                | Sagunto                                                                             | Valencia         | Comunidad Valenciana | 39°40′37″N 0°16′41″O / 39.676811, -0.277925 |
|        | Teatro romano de Segóbriga     | Segóbriga               | Yacimiento próximo a Saelices                                                       | Cuenca           | Castilla-La Mancha   |                                             |
|        | Teatro romano de Tarragona     | Tarraco                 | Tarragona                                                                           | Tarragona        | Cataluña             | 41°06′46″N 1°14′57″E / 41.112903, 1.249175  |